# 阮福映
阮福映（越南语：／，1762年2月8日—1820年2月3日），又作阮映、阮福暎，是越南最後一個傳統王朝阮朝的开国君主，1802年至1820年在位，死後廟號阮世祖（越南语：／）。因其年號嘉隆，故而被稱作嘉隆帝（越南语：／）。
阮福映出身廣南阮主家，是武王阮福濶的孫子。1775年春季北方鄭氏軍隊攻陷富春（今順化市），阮福映隨其叔定王阮福淳南逃至嘉定（今胡志明市一帶）。1777年定王及新政王阮福暘為西山軍所殺，1778年阮福映被推為大元帥，並於1780年稱王，据嘉定（今胡志明市一帶）與西山軍對抗，1782年被西山軍擊敗，流亡富國島，旋即逃入暹羅求援。1784年与暹羅联军共抗西山朝，但再次為西山軍所敗，被迫再度流亡暹羅。此後希望藉助法国巴黎外方传教会传教士百多禄的關係來获得法国援助。1787年，百多禄攜阮福映的長子阮福景出使法國，並代表阮福映同法国政府签订《法越凡尔赛条约》，规定法国派兵援助阮福映，越南割讓沱㶞港（今岘港）和昆仑岛給法國。但是由於法國大革命的爆發，法國最终並沒有實質上幫助阮福映，因此阮福映也拒絕履行他在與法國所簽訂條約中的諾言。1789年乘西山朝內部分裂之機回國，奪取嘉定，之後逐漸平定全安南国境。
1802年改元嘉隆，建立阮朝。初訂新國號為「南越」；12月，遣使赴清朝獻西山朝印綬及所擒西山軍的清人「烏艚海匪」首領莫觀扶等人。1803年6月，嘉慶帝封阮福映為「越南國王」，確定新國號「越南」，但有時仍舊使用原國號「大越」。1806年，阮福映舉行登基大典稱帝，正式登基。在位期間進行軍事、行政、經濟、文教等方面的改革，大興土木修建城市、官道等建築。1815年以越南歷代刑書及後黎朝《洪德法典》為基，並參考《大清律》，頒行《嘉隆律書》（當時稱為《皇越律例》）。
1820年逝世，在位18年，終年58歲。其子明命帝繼位。

## 早年生涯

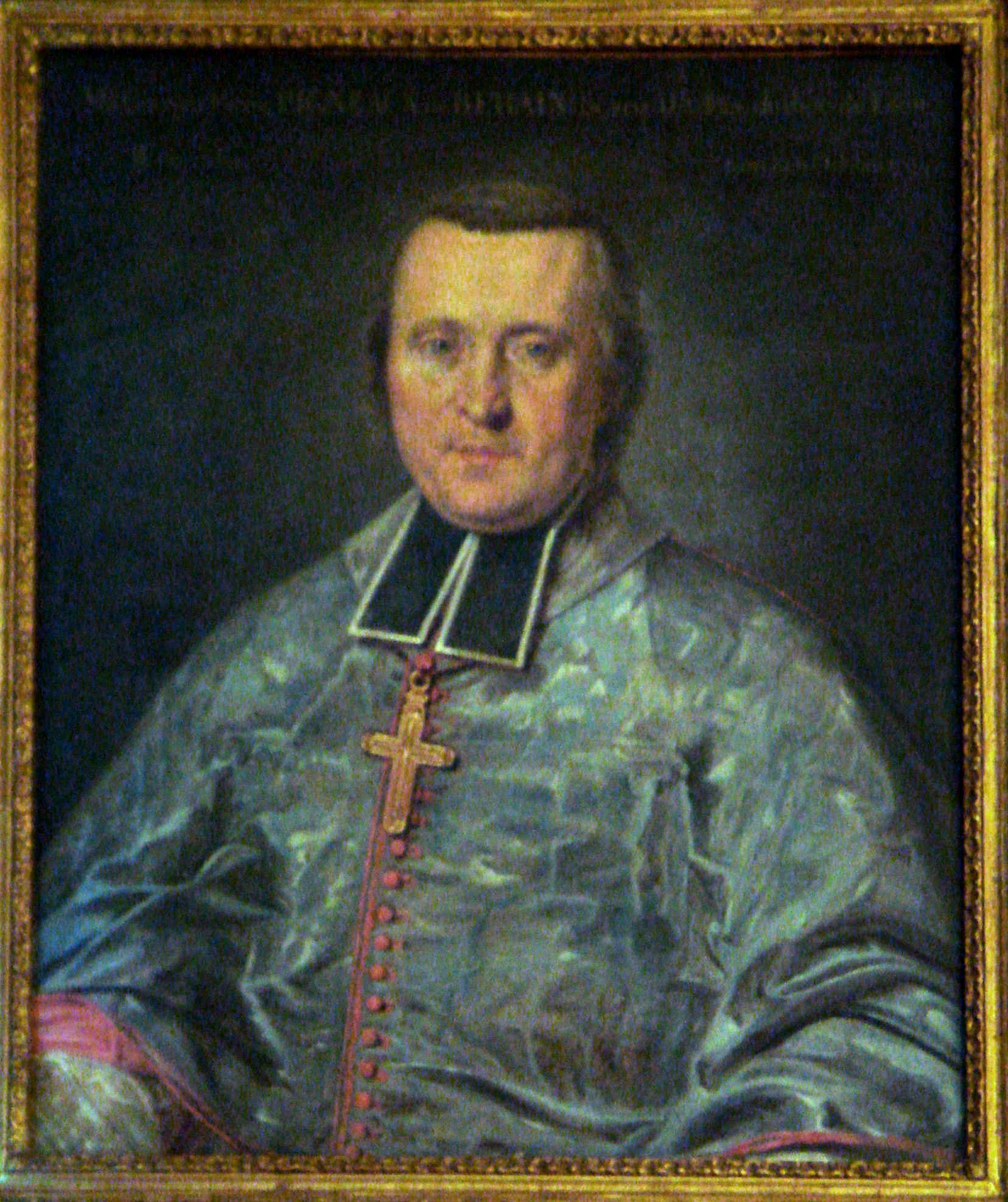
法國傳教士百多祿主教

阮福映原名阮福暖（越南语：／），又名阮福種（越南语：／），是阮福㫻與阮氏環的第三子。阮福㫻是阮福濶的次子。據阮朝的官方正史記載，1765年阮福濶逝世，因世子阮福昊已死，便遺命讓阮福㫻繼位。但權臣張福巒卻篡改了遺詔，讓年幼的第十六子阮福淳繼位。不過，也有歷史學家認為阮福㫻被確立為繼承人可能是19世紀阮朝建立以後才出現的一種觀點；阮福昊死後，阮福濶指定阮福淳繼位，阮福昊的長子阮福暘為替補人選。而在後來的西山之亂中，阮福暘的聲望遠遠超過了阮福淳，而此時阮福映在各位王子中只是個不起眼的小人物。
阮福濶逝世時，阮福映年僅四歲，同父親阮福㫻一起被幽禁在宮中，不久父親阮福㫻就死了。阮福淳年少貪玩，專權的張福巒又貪婪殘暴，導致了百姓的不滿。1771年，阮岳、阮侶、阮惠三兄弟發動西山起義，立即得到了南河各地的響應。1774年，北河的鄭主鄭森見南河大亂，派黃五福南下討伐。阮福映隨定王阮福淳南逃至嘉定（今胡志明市一帶）。此時，阮福映被定王授予掌使的官職，統帥左翊軍。阮朝史料稱，他雖然年少，但多出奇謀，深得諸將的尊敬，也得到了定王的器重。
1777年，西山朝君主阮岳派遣阮惠、阮侶攻打嘉定，年僅十五歲的阮福映被太上王阮福淳派往三埠（位於今前江省一帶）募兵。不久，舊阮的新政王阮福暘同眾多宗室大臣一起，在龍湖營（今永隆省一帶）被西山軍俘虜殺害。太上王逃往橙江（位於今前江省一帶），阮福映率東山軍將其迎接到芹苴。隨後，太上王在龍川（今金甌省）被阮惠俘虜並殺害。許多阮氏王子遇害，但阮福映倖免於難。
他逃到了瀝架，被天主教牧師保羅·誼（Paul Nghi，Phaolô Hồ Văn Nghị）藏了起來。此後他逃到了河僊鎮，在那裡，他遇上了法國巴黎外方傳教會的百多祿主教。得到保羅·誼的情報後，百多祿避開了在柬埔寨的西山軍，前來幫助阮福映。阮福映許諾在奪回政權之後將會給予基督教自由傳播的權力，因此百多祿動心了。他們一起進入森林逃避西山軍追捕，此後二人一起逃亡到了土硃嶼。

## 重回南河

### 嘉定一帶的爭奪戰
阮惠、阮侶在攻滅舊阮政權之後，留總督凋鎮守嘉定，自己則率軍回到歸仁。在得知西山軍主力撤離嘉定之後，阮福映率其支持者自土硃嶼回到龍川，起兵反抗西山朝。阮文仁、楊公澄將阮福映迎至沙瀝（今同塔省沙瀝市）。舊阮殘餘勢力紛紛舉兵響應，杜清仁、黎文勻、阮文弘、宋福匡、宋福樑等將驅逐了總督凋，奪回了嘉定城。舊阮勢力得以復辟，阮福映被眾將推舉為「大元帥攝國政」，當時年僅十七歲。
阮岳派軍隊前來攻打，被杜清仁率東山軍擊退。阮福映趁機派遣黎文勻發起反攻，奪取了平順、延慶兩府。在內政方面，阮福映重新設置了阮主時代的府僚，並制定稅例抽稅養兵，製造戰船積極備戰。在百多祿的幫助下，舊阮製造了大量新式武器，包括了新式武器手榴彈。百多祿還從葡萄牙購買了三艘西式軍艦，聘請法國探險家幔槐（Manuel）為船長。舊阮勢力再次強大，嘉定城附近的藩安、邊和、定祥、永清、河僊鎮都被舊阮收復，西山軍屢次征討都未能成功。日趨強大的舊阮甚至派遣介入了柬埔寨的內戰。1779年，親暹羅的安農二世（匿螉嫩）登上了柬埔寨王位。阮福映派杜清仁、胡文璘前去征討，殺死安農，擁立親越南的安英（匿螉印）登位，並留胡文璘守柬埔寨。
1780年陰曆正月，阮福映正式稱王，人稱「阮王」（越南语：／）。阮福映使用後黎朝的景興年號，並恢復使用廣南阮主的「大越國阮主永鎮之寶」。但次年因杜清仁功高震主，阮福映命宋福添殺之；其下屬的東山軍紛紛背叛，舊阮陷入混亂之中。暹羅國王鄭昭得知之後，趁機派遣通鑾·扎克里（即後來的拉瑪一世）、素拉西（即後來的二王素拉辛哈那）二兄弟攻打柬埔寨，阮福映遣阮有瑞前去支援。由於當時鄭昭猜忌通鑾，將通鑾二兄弟的家小監禁；通鑾二人得知後，便與阮有瑞達成和解，相約為兄弟。恰巧此時暹羅發生兵變，通鑾·扎克里率軍回國平亂，尋獲鄭昭誅殺之，並殺死發動政變的披耶·訕。隨後，昭披耶·扎克里繼位為新的暹羅國王——拉瑪一世，以素拉西為第二王，通因為第三王。舊阮因而鞏固了其在柬埔寨的霸權地位。
1782年陰曆三月，阮岳在歸仁得知舊阮內亂，與阮惠親率水步兵三千、戰船若干南下攻打嘉定。舊阮軍與西山軍在嘉定附近的七岐江交戰。雖然舊阮軍有三艘軍艦的參戰，但西山軍的水軍趁順風到來之際猛衝舊阮水軍。由於指揮上的失誤，舊阮軍隊大敗，幔槐陣亡，並損失了一艘軍艦。這場戰役中舊阮軍隊遭到毀滅性打擊，阮福映被迫棄嘉定城，逃往富國島。西山軍攻取嘉定，留杜閑蟄守城，阮岳、阮惠率主力部隊回到歸仁。

### 再失王位，流亡暹羅

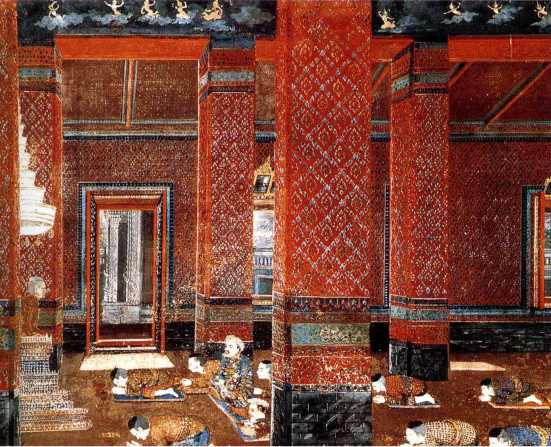
阮福映在曼谷大皇宮，1782年。

阮福映敗逃富國島，但其支持者依然抗擊西山朝。就在阮岳、阮惠班師回朝之後，同年的陰曆十月，富安府的朱文接率軍起兵，阮福映的弟弟阮福旻也舉兵響應。朱文接收復了嘉定，迎阮福映回城。但次年陰曆二月西山朝又派阮惠、阮侶前來攻打。西山軍在四岐江旁背水一戰，舊阮大敗，阮福旻陣亡，重要將領楊公澄、阮黃德被俘。阮福映不得已，再次逃往富國島。這次阮惠希望一舉殲滅阮福映勢力，於是在休整兵馬之後，於六月攻打富國島。阮福映不敵，敗走崑崙島。阮惠再攻崑崙島，由於西山軍許多戰船遭遇風暴而傾覆，阮惠被迫罷兵。阮福映經古骨嶼（今閣骨島）逃回富國島。
身處富國島的阮福映殘部沒有糧草，只能採草芋充飢。當時百多祿正在暹羅的尖竹汶傳教，阮福映派人前去商議，決定派遣范文仁、阮文廉護送嫡長子阮福景，隨百多祿前往法國求救。但因風不順，百多祿一行始終未能出發。另一方面，阮福映派朱文接前往暹羅求救。1783年底，朱文接到達暹羅首都曼谷，覲見了暹羅國王拉瑪一世。拉瑪一世派大將知蚩多率水軍前去接應阮福映。暹羅水軍於次年陰曆二月到達河僊鎮，與阮福映商討共抗西山朝的事宜。阮福映隨暹羅軍隊來到曼谷，在那裡招募逃往到暹羅的舊部，伺機返回越南。拉瑪一世以非常隆重的禮節歡迎阮福映，並答應將出兵助其歸國。

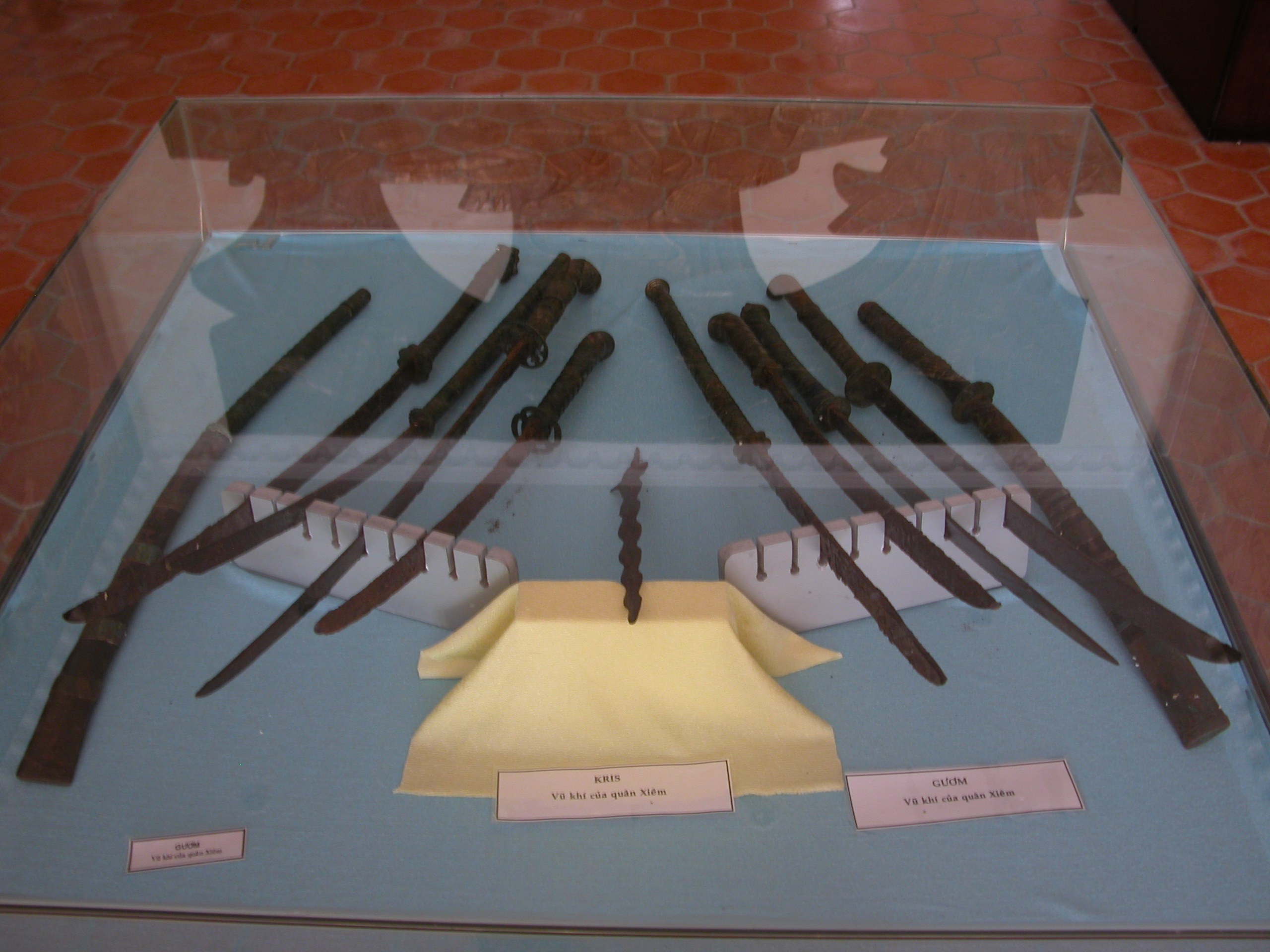
瀝涔吹蔑之戰中暹羅軍隊使用的武器

1784年（西山朝泰德七年），阮福映率舊部朱文接、阮文誠、鄚子泩、阮文威等攻打嘉定。暹羅國王拉瑪一世先派六昆、沙苑會同暹羅任命的柬埔寨攝政昭披耶·阿派普貝至柬埔寨，由此進攻嘉定；七月後又派大將昭曾、昭霜率士兵二萬、戰船三百艘，從曼谷出發，渡海攻打嘉定。
暹羅軍勢如劈竹，連破瀝架（今堅江省迪石市）、巴色（今朔莊省朔莊市）、茶溫（今永隆省茶溫縣）、斌沏（在今永隆省）、沙瀝（今同塔省沙瀝市社）等地。黎文勻據茶津（今前江省）響應阮福映。舊阮方面的統帥朱文接在攻打斌沏的時候陣亡，阮福映任命黎文勻接替其統帥之職。西山軍守將張文多不敵，被迫撤離了嘉定，派鄧文真向歸仁求救。阮岳得悉後，便派阮惠前去防禦，駐軍於是美湫。
暹羅軍隊在嘉定一帶燒殺搶劫，掠奪了大量金銀財寶和奴隸送回暹羅。暹羅人對阮福映表現得非常輕慢。阮福映也看到了暹羅出兵相助事實上是想乘機佔領嘉定之地，對此非常失望，認為暹羅必敗，事先派遣鄚子泩來到鎮江（今芹苴市、後江省一帶）組織戰船，為自己留下後路。
阮惠派兵數次攻打暹羅水寨，然後撤退。此後，又遣人贈送給昭曾豐厚的禮物，請求不要干涉西山朝與舊阮的內戰。昭曾高興地收下了禮物，這使暹羅更加輕敵，也造成了暹羅與舊阮雙方互相猜疑。阮惠便使用誘敵深入之計，在瀝涔、吹蔑（亦作蔑）一帶設伏引誘暹羅、舊阮聯軍到來，大破之。這場戰役發生在1785年的陰曆四月，被稱為瀝涔吹蔑之戰。昭曾率領暹羅軍隊奪路而逃，在昭披耶·阿派普貝（昭錘卞）的接應下經柬埔寨逃回暹羅，全軍只有兩千至三千人倖存。舊阮軍隊幾乎全軍覆沒，阮文威陣亡，阮福映僅率親信數人逃到鎮江，由鄚子泩接應逃入暹羅，並遣人將国母阮氏環等家眷接至暹羅。阮惠則率軍回到歸仁，留鄧文真守嘉定之地。後來嘉定成為西山朝東定王阮侶的封地。

## 寓居暹羅，向法國求救

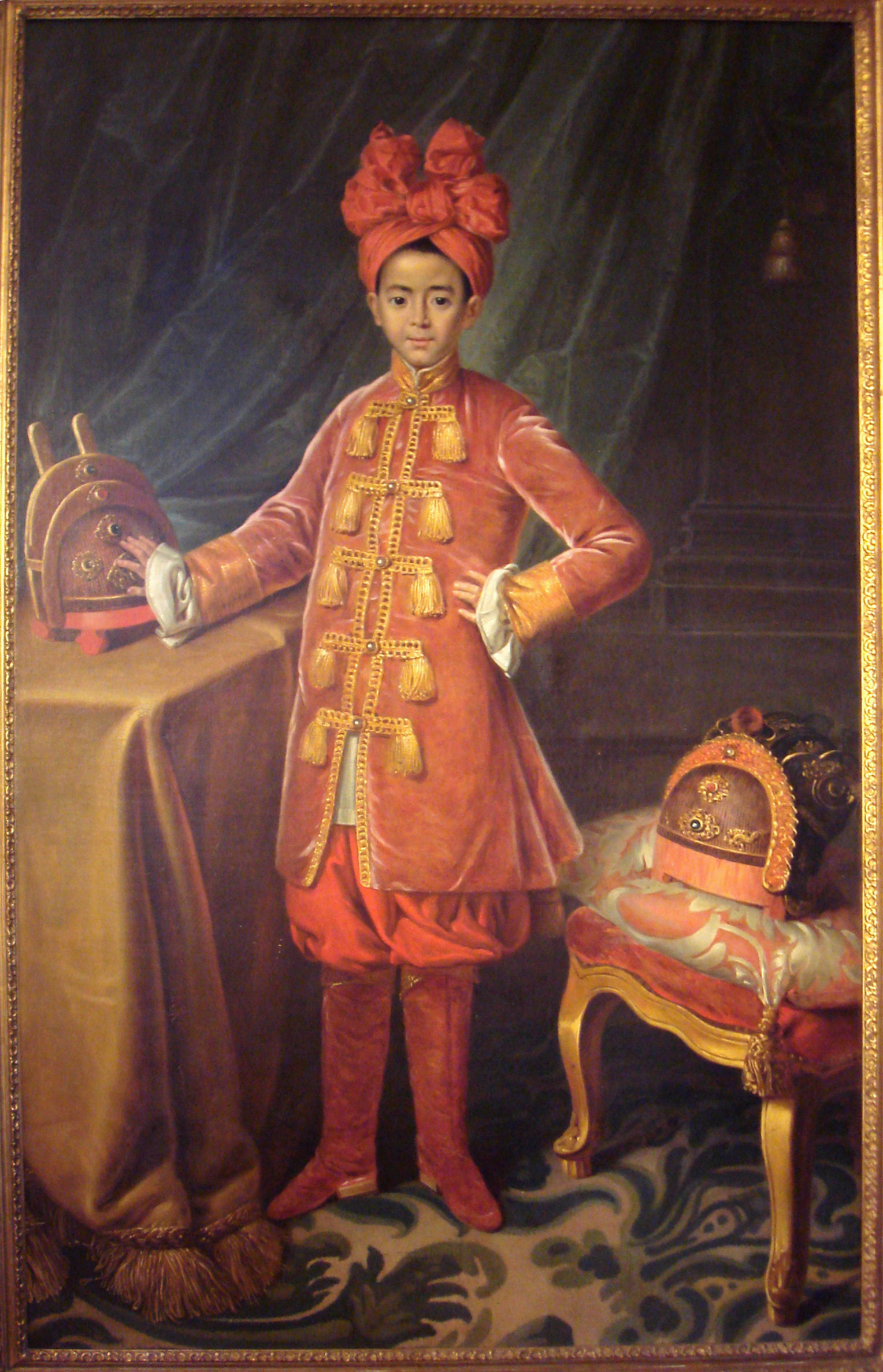
阮福映長子阮福景的畫像，藏於巴黎外方傳教會

阮福映逃至曼谷之後，仍有不少舊阮的支持者抗拒西山朝，但皆不是西山朝對手。後來舊阮將領阮黃德、黎文勻等人得知阮福映出奔暹羅之事，陸續前去投奔。拉瑪一世安置這些越南人於曼谷城外的平原，令其自成一個村落。這個村落當時被稱為「龍邱」（越南语：／），今日的泰國人稱之為「嘉隆村」。阮福映及其部眾在這個村落裡耕種，仍懷有東山再起之志。
拉瑪一世把阮福映安置在曼谷郊外是因為看到阮福映尚有一定實力，本意是希望藉助阮福映的力量為己所用。而阮福映對此也心知肚明，因此積極參與暹羅的軍事行動。阮福映在1785年的緬暹戰爭中，派遣黎文勻、阮文誠等人參戰；此後又幫助暹羅擊退馬來海盜的騷擾。舊阮遺臣在對緬甸的戰鬥中作戰英勇，拉瑪一世大喜，厚賞之。阮福映便利用這些資金建造戰船，準備伺機復國。
而在另一方面，阮福映迫切地需要得到法國的支持。在阮福映的一再敦促下，百多祿於1785年攜其長子阮福景出發，並帶有阮福映致法國國王路易十六的書信。同時被帶去的還有阮福映的玉璽，這表明百多祿被阮福映委任為全權使者。為了能夠在越南自由傳教，百多祿盡其全力幫助阮福映復國。在臨行前，百多祿派遣西班牙籍多明我會傳教士耶妬悲、麻怒（Manuel）前去馬尼拉，試圖向菲律賓的西班牙殖民政府尋求援助，但遭西山軍扣留並殺害。
1785年2月，百多祿一行到達法屬印度的首府本地治里。但百多祿隨即發現法國對越南並不感興趣，因此派人向葡屬澳門的議院求助。1786年，葡萄牙使者來到曼谷，與阮福映簽訂了同盟條約，答應為阮福映提供了56艘西洋軍艦。翌年葡萄牙人安尊磊（António）自葡屬印度的首府果阿來到曼谷，為阮福映帶來了西式士兵和軍艦。拉瑪一世得知此事後非常不滿，阮福映為了不使拉瑪一世猜疑，被迫謝絕了葡萄牙人的援助。然而此次事件之後，阮福映不再受到暹羅人的信任。

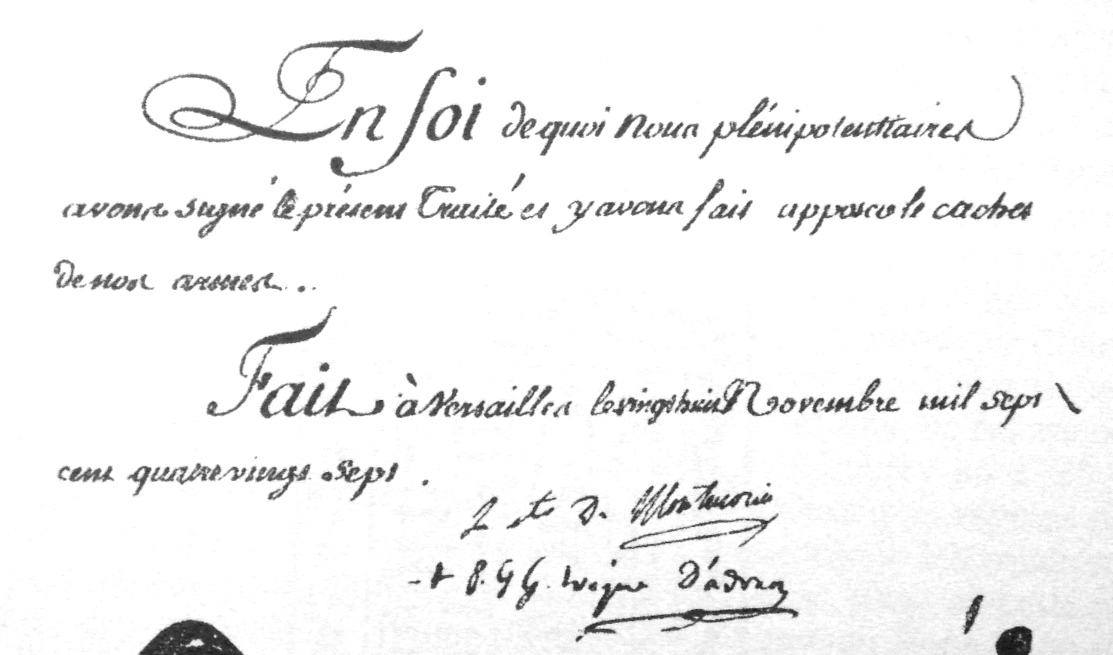
1787年《法越凡爾賽條約》，原件藏於法國巴黎外交部。法方簽字者為蒙莫蘭，越方簽字者為百多祿。

1786年6月，百多祿一行從本地治里出發前往法國。1787年2月，百多祿一行到達巴黎，並與法國國王路易十六、海軍大臣卡斯特里侯爵、外交大臣蒙莫蘭伯爵會面。11月21日，雙方簽訂《法越凡爾賽條約》。法國承諾派遣四艘軍艦、1900名士兵前去支援阮福映；阮福映則願意割讓沱㶞（今峴港）、崑崙島給法國，並給予法國人貿易特權。同年12月，百多祿一行乘坐Dryade號軍艦離開法國，前往本地治里，準備借道本地治里歸國。但27日行至本地治里的時候，卻得知法國本土發生了極為嚴重的財政危機，政府瀕臨破產。法屬印度總督湯瑪斯·康韋伯爵以此為由拒絕給予援助。百多祿便通過自己的關係，招募了一些法國軍官並購買一些法國武器、彈藥和軍艦。
與此同時，越南的舊阮支持者寄信給阮福映，告知了西山朝發生了內亂、阮惠與阮岳之間發生了軍事衝突之事。同時，阮福映也得知鎮守嘉定之地的都督鄧文真已率主力部隊前往歸仁的消息。1787年陰曆七月，阮福映留下書信辭別了拉瑪一世，決定率部悄悄離開曼谷。這些越南避難者計劃離開，被附近的人探知，告訴了披耶·拍康（พระยาพระคลัง，財政大臣）。披耶·拍康將其報告給了拉瑪一世和二王瑪哈·素拉辛哈那。素拉辛哈那極為憤怒，親自追趕他們。黎明時分，素拉辛哈那看見了在海灣口的船隻。阮福映認為被抓獲一定性命難保，做了自殺的準備，但被身邊的人阻止。最終這些越南人成功逃脫。阮福映至富國島，被流亡越南的天地會首領何喜文迎至龍川（今金甌省）。西山朝將領阮文張率軍300人、戰船十五艘前來投奔。阮文仁等人也率舊部響應。鎮守嘉定的東定王阮侶大為恐懼，留太保范文參守嘉定，自己則退往鎮邊（今同奈、平福、巴地頭頓省一帶）。阮福映偽造了一封阮岳寫給阮侶的書信，聲稱范文參是內應，並故意將書信投遞至范文參處。范文參率軍以白旗先行，前往鎮邊，欲面白其冤。但阮侶見到白旗以後，誤以為范文參已投降，驚恐之下棄城逃往歸仁。范文參退守嘉定，阮福映圍攻，一度不能勝並損失甚重；後來武性率部前來投奔，阮福映勢力才得以恢復。1788年陰曆七月，阮福映破范文參部，重新佔領嘉定；翌年包圍范文參部於巴忒，迫其投降。至此阮福映重新在嘉定站穩了腳跟。

## 鞏固南方領地
阮福映在奪取嘉定之後，派阮文閑出使暹羅告捷，並對暹羅此前的幫助表示感謝。阮福映在嘉定整頓內政，禁止賭博和巫術，同時重新劃分了行政區域，制定了一系列法律，整頓稅收和農耕。阮福映推行「寓兵於農」的政策，任命鄭懷德、黎光定、吳從周、黃明慶等十二人為田畯官，勸課農桑、開墾荒地，徵不願務農者為兵。此外阮福映積極發展對外貿易，購買國外的金屬以製造兵器；同時酌情降低關稅，使得不少外國商船願意來到嘉定經商。經過了一年多的休養生息，舊阮的勢力逐漸強大。

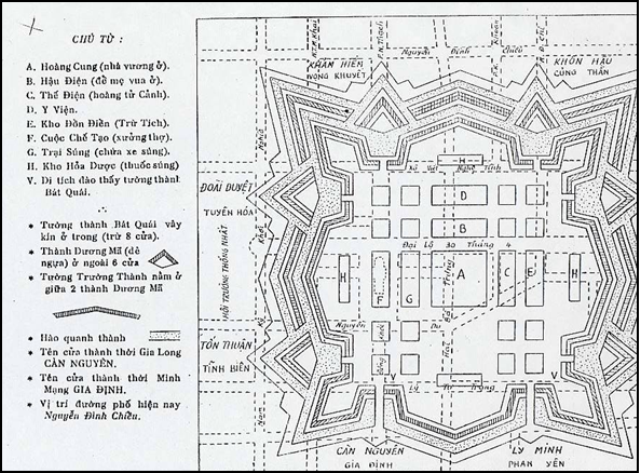
由勒布朗、皮曼紐爾負責建造的八卦城示意圖。該城在後來法國發動的南圻遠征中被燒毀。

1789年7月14日，百多祿與阮福景乘坐法國軍艦Méduse號，攜帶法式槍支彈藥返回嘉定。隨行的還有法國海軍軍官讓-巴蒂斯特·沙依諾、戴福桑、讓-馬里·達約等人。阮福映任命這些人為軍官，大規模鑄造西式兵器、軍艦，舊阮的實力又一次得到壯大。根據西方史料的記載，法國Dryade號軍官奧利維耶·德·皮曼紐爾叛逃到舊阮，為阮福映訓練步兵和炮兵，將西方先進的步兵思想帶到越南；而原為法國海軍軍官的達約、沙依諾則負責訓練海軍。至1790年，舊阮的陸軍中已有五萬名穿英國式制服、行歐洲式軍禮、裝備有西式先進武器並掌握西式戰爭技術的越南士兵；到了1792年時，舊阮海軍已擁有兩艘歐式軍艦和十五艘護衛艦。至此，舊阮無論陸軍還是海軍的實力都已經比西山軍強大，擁有絕對的優勢。
阮福映不僅從歐洲引進了先進武器和訓練方式，還按照西方的方法建造軍事堡壘。1790年，德·皮曼紐爾與西奧多·勒布朗在嘉定建立了第一個西式城堡——八卦城（又稱嘉定城堡）。

## 全面北伐

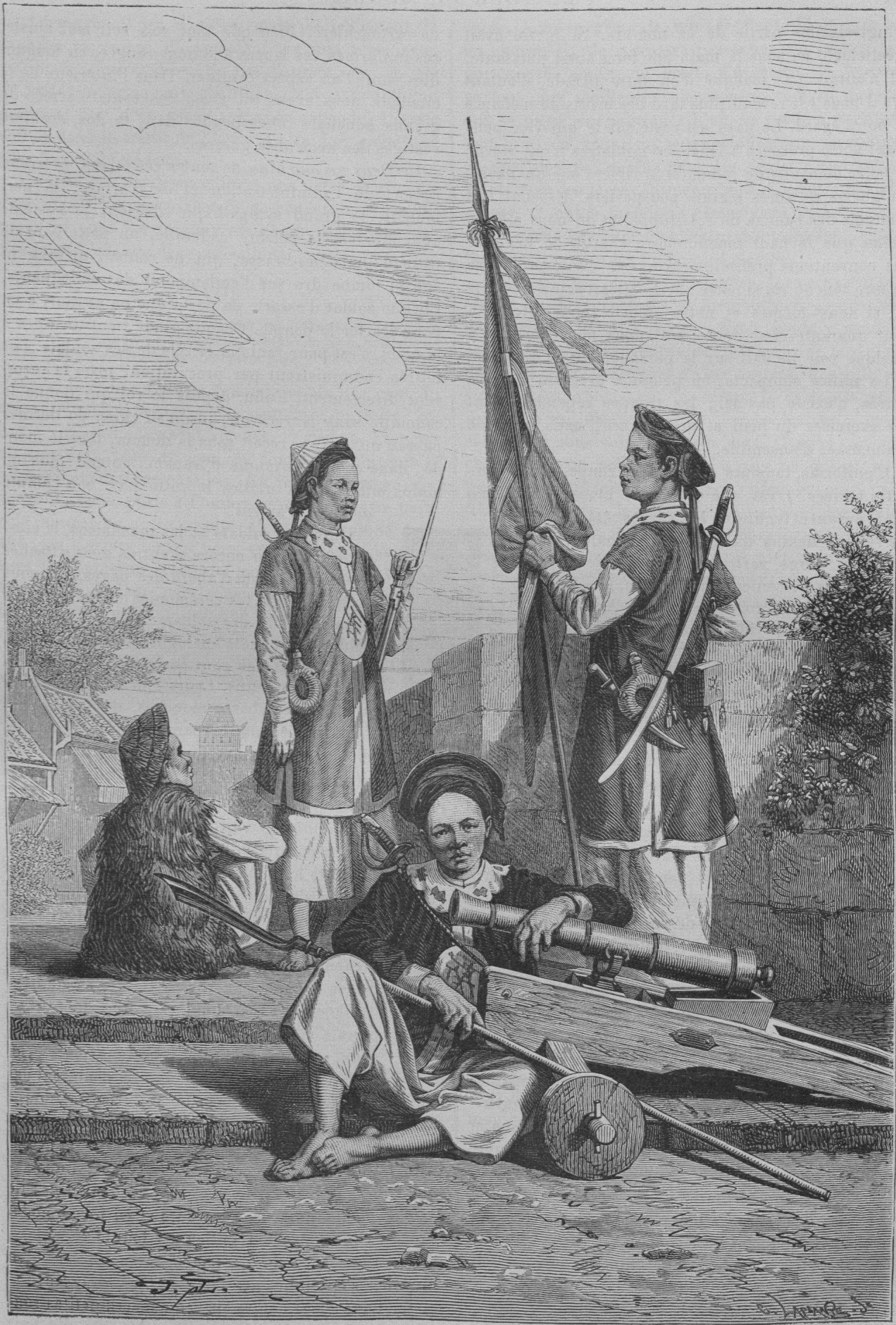
舊阮軍隊中的狙擊手

1790年陰曆四月，在發展有一定實力之後，阮福映派遣掌前軍黎文勻軍五千人攻打平順府。舊阮軍隊以武性、阮文誠為先鋒，輕而易舉地攻克了平順。但是由於黎文勻與武性的不和，西山軍趁機反攻，奪回了平順府，黎文勻被圍困在潘里。阮文誠率軍援救才擊退了西山軍。黎文勻因此服毒自殺。
對於日漸強大的舊阮，歸仁朝廷的阮岳聯合華南海盜，組織了一支艦隊，停泊於施耐港，準備伺機南下征討。阮福映得知後決定先發制人，1792年陰曆三月，趁著季風到來之際，阮福映派阮文張、阮文誠、達約、瓦尼埃率水軍從芹蒢海口（今胡志明市芹蒢縣）出發，突襲並焚毀了西山朝歸仁朝廷轄下施耐海口的水寨，全身而退。這場戰鬥中，由於西山軍的戰船壅塞於港口，遭到舊阮毀滅性打擊，整支艦隊只有9艘戰船倖存。身處鳳凰中都（位於今乂安省境內）的阮惠已得重病，得知阮福映勢力日漸強大後病情惡化，不久逝世，其年僅十歲的長子阮光纘繼位。
從1792年起至1799年期間，西山朝和舊阮的海軍經常利用季風的改向而對對方的領地發動進攻。舊阮海軍往往在夏季颳西南風的時候對西山朝發起進攻；而冬季到來之時，西山朝海軍便利用東北風到來之際進攻舊阮。由於當時的西山朝政治混亂民不聊生，故而每當夏天來臨的時候，西山朝轄下的百姓都盼望著東南季風的到來。
1793年陰曆三月，阮福映冊立長子阮福景為東宮，封元帥之職，鎮守嘉定。遣尊室會、阮黃德、阮文誠率步兵北伐，攻取了平順府。阮福映則與阮文張、武性率水軍攻打沿海一帶。五月，阮福映的水軍先後攻取了延慶、平康、富安三府。舊阮在延慶府建立西式城堡——延慶城，以之為重鎮。隨後舊阮的水陸兩軍會合，夾攻歸仁。阮福映率水軍來到施耐海口，西山朝歸仁朝廷的皇太子阮文寶領兵迎戰，遭到舊阮的夾擊大敗。在這場戰鬥中，舊阮軍隊第一次使用了西方的先進武器——炸彈。
歸仁朝廷君主阮岳向富春朝廷求救，阮光纘遣范公興、阮文訓、黎忠、吳文楚等人率17000名步兵和80名象兵、鄧文真率30餘艘戰船前去救援。阮福映不敵，經延慶回到嘉定，留阮文誠守延慶府、阮黃德守平順府。鑒於延慶的地勢重要，十一月又遣百多祿、范文仁、宋福溪，隨阮福景前去鎮守延慶城堡。

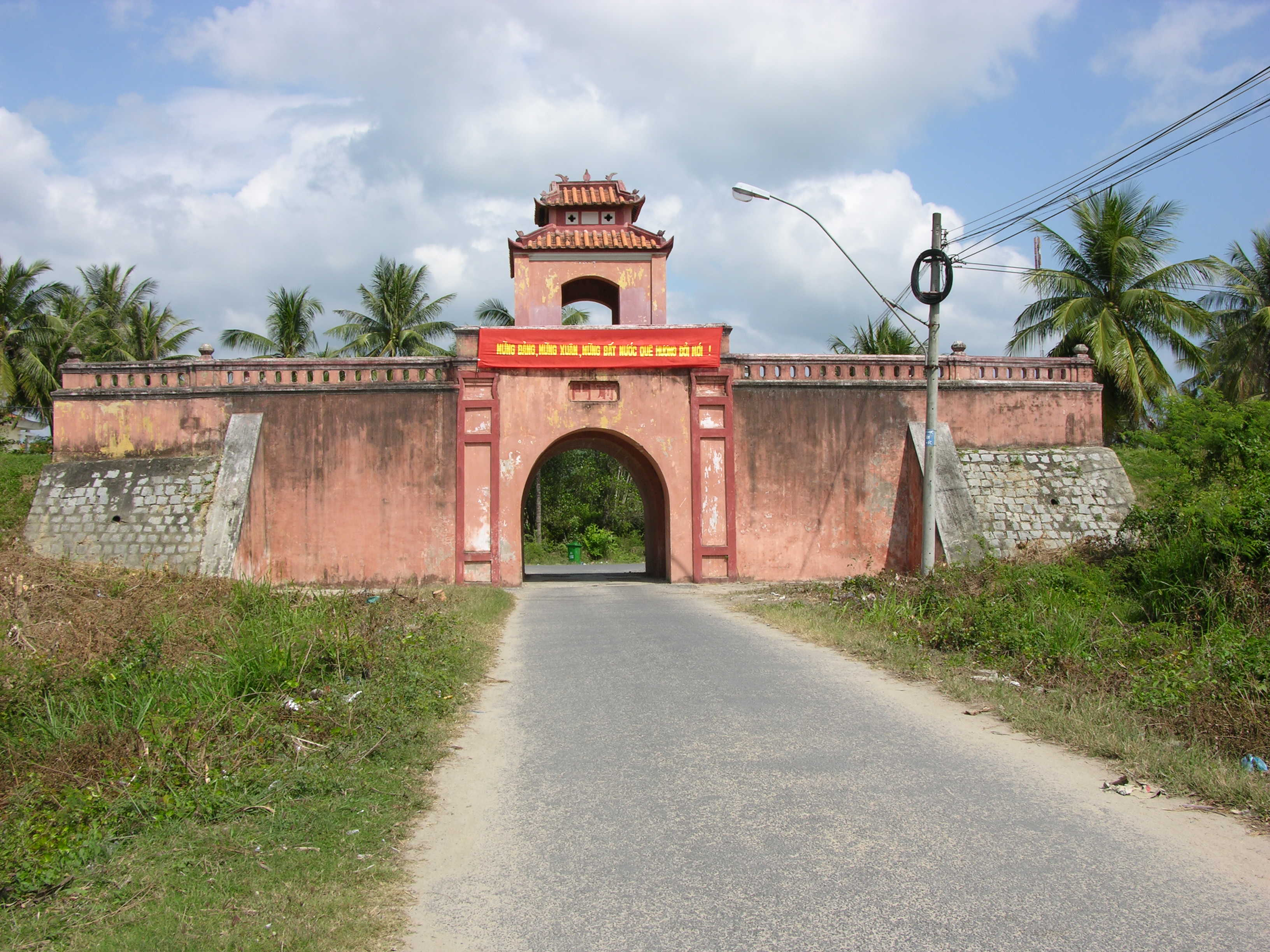
皮曼紐爾建造的延慶城堡。

與此同時，西山朝富春朝廷兼併了歸仁朝廷的領地，將阮文寶降為孝公。西山朝自此在軍事上開始轉入攻勢。1794年陰曆三月，西山朝派遣阮文興攻打富安府、陳光耀攻打延慶府。阮福景、百多祿等人據守延慶城堡，抵抗在數量上具有相當大優勢的西山軍，並向嘉定求援。阮福映率大軍救援，擊退了西山軍。阮福映將阮福景等人調回嘉定，換武性鎮守延慶。翌年，武性再次成功抵擋了西山軍的進攻。
1795年，西山朝發生內亂，裴得宣、吳文楚等重臣被殺，陳光耀被罷去兵權。西山朝的將領互相猜忌殘殺，導致西山朝的實力被大大削弱。阮福映趁機發展兵備，並於1797年親征歸仁。途中突然臨時改變了策略，攻打沱㶞（今峴港）。華南海盜首領陳添保派屬下阮文伍截擊，舊阮軍隊在激戰之後被迫撤退。這次行動並不成功，因此阮福映在翌年派阮文瑞出使暹羅，請求暹羅出兵騷擾順化、乂安邊境一帶；另一方面，派吳仁靜出使清朝，希望牽制西山朝，同時探尋黎昭統帝的消息。而華南海盜則受西山朝的雇傭，騷擾舊阮轄下的沿岸，1797年陰曆七月，陳添保曾率海盜大舉入侵平康、延慶等府的沿海港口；但翌年遭到舊阮的擊敗，被迫離開這些地方。
1798年，久已不滿的孝公阮文寶據歸仁城叛亂，遣使通好於舊阮。阮福映派阮文誠前去接應，但兵未至阮文寶便被西山朝擒殺。這就是歷史上的小朝之變。這場叛亂發生之後，多疑的阮光纘聽信讒言，殺死了黎忠、阮文訓等人，導致了黎質等人的背叛，西山朝文臣武將也都離心離德。見此機會，阮福映於次年大舉北伐。西山朝派陳光耀和武文勇率陸軍支援，水軍則由被封為統兵的華南海盜首領樊文才率領。武文勇部在石津與舊阮的阮文誠部相遇，安營對峙；夜間恰巧有一隻麋鹿西山軍兵營前經過，有士兵驚呼，西山軍以訛傳訛，誤以為舊阮的同狔兵偷襲，不戰而潰。舊阮將領宋福樑擊敗了華南海盜，並與阮福映大軍合兵，合力將沿海的華南海盜巢穴逐一搗毀。歸仁城自此成為一座孤城，守將黎文清被迫獻城投降。阮福映將歸仁城改名為平定城，留武性、吳從周守城。1799年，阮福映派阮文瑞、劉福祥出使暹羅，希望調遣柬埔寨和萬象之兵攻打西山朝，得到了暹羅王拉瑪一世同意。隨後，柬埔寨攝政召華塔拉哈 (波)派兵五千人前往乂安支援阮福映。
1800年陰曆正月，西山朝派遣陳光耀、武文勇再度南下，試圖奪回平定城。華南海盜為西山軍提供了一百餘艘戰船。由於雙方兵力懸殊，西山朝大軍包圍平定城，採取圍而不攻的策略，欲迫使武性投降。阮福映親自率領八萬水軍，分乘1200艘戰船（包括4艘歐式軍艦、40艘大型戰船和300多艘大划艇）北上救援。阮福映派武彝巍、黎文悅擊退了駐守施耐海口的西山軍武文勇部，又遣阮文張粉碎了華南海盜劫奪後勤物資的圖謀，乘勝攻取了廣南、廣義兩府。阮福映派阮文瑞、劉福祥二人前往聯絡萬象。劉福祥率阮軍從萬象攻打乂安府，萬象王因塔翁（昭印）派兵四千餘人協助。北河的豪強紛紛舉兵支持舊阮。但是，舊阮軍隊始終無法衝破西山軍對歸仁的包圍圈，因此阮福映令武性棄城逃出。武性拒絕了，並建議阮福映攻打西山朝首都富春（今順化）。阮福映最終接受了武性的建議。
1801年五月，阮福映兵至思容海口，擊敗阮文治所率的西山軍。舊阮乘勝追擊，直入渜海口（今順安海口）。阮光纘親率西山軍抵抗，根據參戰的讓-巴蒂斯特·沙依諾描述，這是舊阮與西山朝之間爆發的最為慘烈的一戰，戰場上屍橫遍野。西山軍大敗潰散，支持西山朝的華南海盜也遭到舊阮軍隊的沉重打擊，重要海盜首領東海王莫觀扶以及統兵梁文庚、樊文才被舊阮俘虜。阮光纘率太宰阮光紹、元帥阮光卿、大司馬阮文賜等人，經洞海壘渡過江，逃往北河，印章璽綬全被舊阮軍繳獲。皇后黎氏玉評也被舊阮俘虜。阮福映將黎氏玉評納為昭媛。
1801年陰曆五月初三，阮福映進入富春城，張榜安民。隨後派阮文張、黎質率水步兩軍追擊阮光纘，未能追及。阮光纘逃到北河，被阮光垂迎至昇龍（今河內市），改元寶興。而陳光耀、武文勇得知富春被攻陷後，欲回軍救援，但被黎文悅部扼守道路，於是奮力攻破了平定城，武性、吳從周自殺。陳光耀、武文勇以平定城為據點，攻打周邊的舊阮城鎮，皆無功。
1802年陰曆正月，阮光纘在北河站穩腳跟之後，糾集北河的西山軍，決定同舊阮發動最後一搏。與此同時，華南海盜首領鄭七原已離開越南回到廣東，在陳添保的勸說之下，率屬下分乘200艘戰船前往北河，表示效忠於西山朝。鄭七抵達昇龍後，被阮光纘封為大司馬。但旋即陳添保認定西山朝敗局已定，棄官逃往中國，向清廷投降。得到鄭七的支持之後，阮光纘隨即親率大軍三萬南下，來到江，派鄭七守日麗海口（日麗江入海口）。舊阮將領阮文張、鄧陳常不敵，退往洞海（今廣平省洞海市）。阮福映聞報，親自率大軍北上，遣范文仁、鄧陳常守陸路，阮文張守水路。阮光纘派阮光垂圍攻鎮寧壘（又名洞海壘、日麗壘，位於今廣平省），久攻不克；阮文張則在此期間突襲日麗海口，大破鄭七率領的華南海盜。圍攻鎮寧壘的西山軍驚恐之下潰散，阮光纘逃回昇龍。身處平定城的陳光耀、武文勇，得知阮光纘戰敗後，率軍棄城北上欲與之會合，但途中被舊阮擊敗並俘虜。

## 滅亡西山朝
嘉隆元年五月初二日（1802年6月1日），阮福映宣佈停止使用後黎朝的年號景興；改用新年號「嘉隆」。自此越南歷史上最後一個封建王朝——阮朝自此誕生。勢力日薄西山的阮光纘還希望藉助清朝的力量對抗舊阮，派遣阮登為使者，前往清朝求援。阮福映則於此時派遣鄭懷德、吳仁靜出使清朝，獻上繳獲的西山朝印綬，並將被俘虜的海盜首領莫觀扶、梁文庚、樊文才三人移交清廷。兩廣總督吉慶審問了三人，得知西山朝一直支持華南海盜的事實，將此呈報清廷。嘉慶帝聞報後勃然大怒，下令驅逐西山朝使者，並命令吉慶將莫觀扶、梁文庚、樊文才三人按大逆罪淩遲處死。
隨後阮福映親率大軍北伐，清化督鎮阮光盤獻城投降。阮朝軍隊以摧枯拉朽之勢向北推進，並迅速攻佔昇龍。阮光纘率宗室大臣逃跑，在鳳眼縣被農民俘虜，六月二十三日送至昇龍。阮福映下令免除北河百姓一年的稅收。阮福映任命阮文誠為北城總鎮，管理當地事務；又在北城設置戶曹、兵曹、刑曹職務，分別由阮文謙、鄧陳常、范文登擔任。阮福映還讓後黎朝的後裔黎維𬓋主持後黎朝皇室的祭祀，鄭主的後裔鄭楈主持鄭主家族的祭祀，以安撫他們的支持者。
陰曆七月，阮福映率軍回到順化，押解西山朝君臣至順化太廟行獻俘之禮。阮光纘及西山朝宗室阮光維、阮光紹、阮光盤等淩遲處死之後五象分屍；武將武文勇、陳光耀等梟首示眾；文臣吳時任、潘輝益等則被押往北城河內，在河內文廟前施以鞭刑，然後釋放。阮福映又聲稱「朕聞為九世而報仇」，下令將阮岳與阮惠的屍體從墳墓中掘出，搗棄其骸骨；並將阮岳、阮惠的頭骨和阮惠夫妇的木主處以“幽禁外图家”的处罚。明命二年（1821年），改为「永禁監獄室」。

## 整頓內政
阮光纘在位期間政局動盪不安，政治腐敗。因此阮福映在奪取政權之後，下令改革政治制度。1815年，阮福映參照中國的《大清律》，頒佈了《嘉隆律書》。

### 地方行政
阮福映將越南全境分為北城、嘉定城以及朝廷直轄區域三個部分。其下又分為23鎮4營。
- 北城下轄11鎮：山南上鎮（今興安大部、河南、河内东部）、山南下鎮（今南定、太平兩省）、山西鎮（今河內市西部和永福大部、富壽东部）、京北鎮（今北江、北寧兩省、河内北部）、海陽鎮（今海防市和海陽省）、宣光鎮（今宣光、河江兩省）、興化鎮（今富壽西部、老街、山羅、和平、萊州、奠邊等西北省份，包括今寮國部分領土）、高平鎮（今高平省大部）、諒山鎮（今諒山省）、太原鎮（今太原、北𣴓兩省）、安廣鎮（今廣寧省）；[81][82]
- 嘉定城下轄5鎮：藩安鎮（今胡志明市）、邊和鎮（今同奈、巴地頭頓、平福一帶）、永清鎮（今永隆、安江一帶）、定祥鎮（今前江、堅江、檳椥、茶榮一帶）、河僊鎮（今金甌省及富國島一帶以及柬埔寨西哈努克市）；[81][82]
- 阮朝朝廷直轄7鎮：清華鎮（今清化省）、乂安鎮（今乂安、河靜兩省）、廣義鎮（今廣義省）、平定鎮（今平定省）、富安鎮（今富安省）、平和鎮（今慶和省）、平順鎮（今平順、寧順兩省）；[81]
- 京畿直轄4營：直隸廣德營（今承天順化省）、廣治營（今廣治省）、廣平營（今廣平省）、廣南營（今峴港市和廣南省）；[81][82]

其中，京畿由阮朝朝廷直接管理，北城和嘉定城分別設置總鎮和副總鎮（或稱協鎮）以管理事務。北城和嘉定城的總鎮都是由立下赫赫戰功的武將擔任。各鎮以留鎮或鎮守為長官，鎮之下又細分為府、縣、州，由知府、知縣、知州為長官。

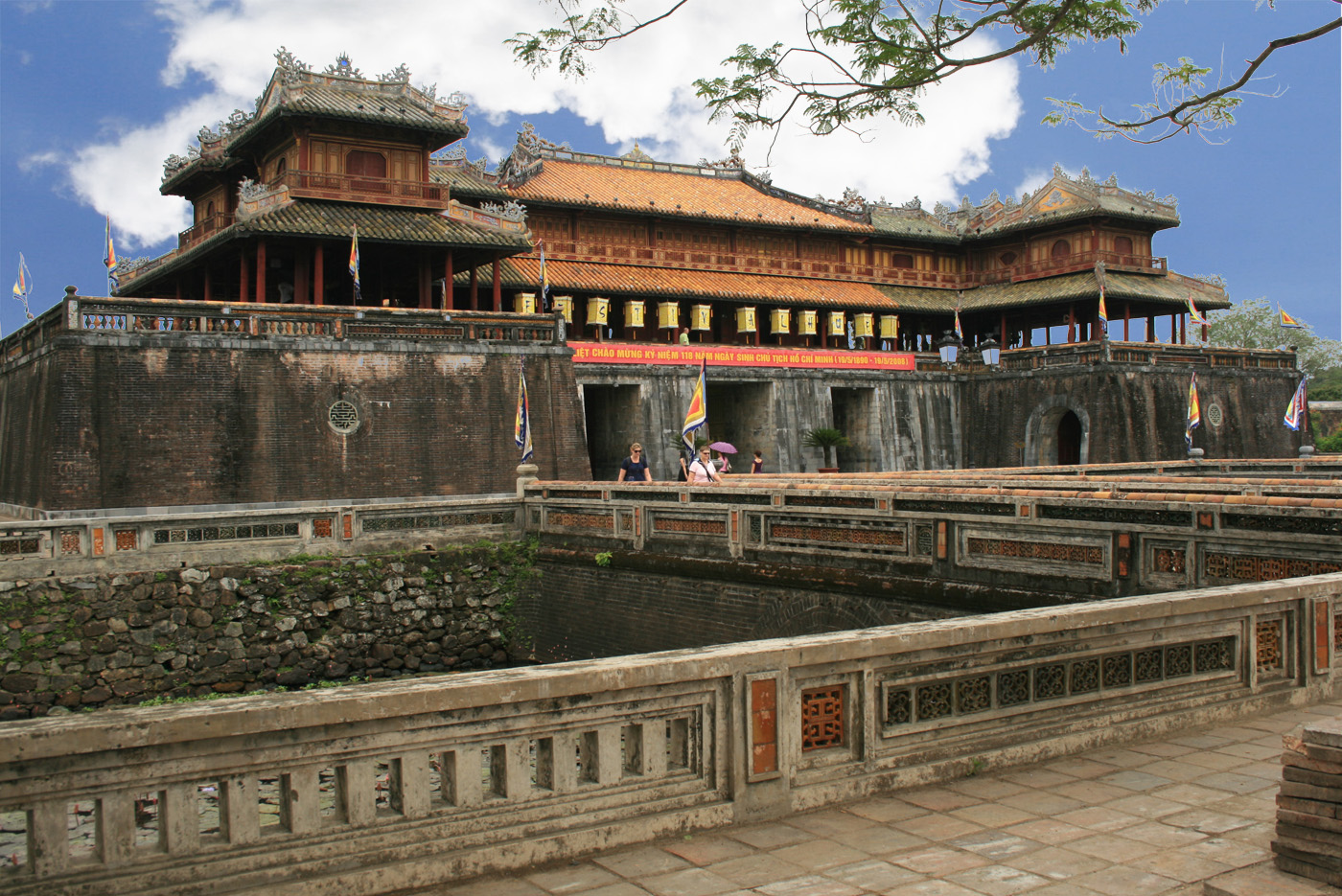
嘉隆年間建立的順化皇城

阮福映也意識到北城這片剛佔領的領地形勢錯綜複雜，既存在有支持後黎朝和鄭主勢力的餘黨，也存在著據守山區、朝廷難以管理的土豪，而且這些勢力依然強大。阮福映認為北城地區「民性驕頑」，難以統治，因此並沒有遵循前代歷朝定都河內的慣例，而是將都城選在了歷代阮主的統治中心順化。1803年，阮福映命黎質、范文仁、阮文謙，參照中國紫禁城的建築風格，在富春城內修建順化皇城，作為阮朝朝廷的行政中心。
對於北城存在的各種勢力，阮福映決定任命他們為官。北城的11鎮被分為內五鎮和外六鎮，內五鎮由後黎朝舊臣管理，外六鎮由地方土豪管理。這種委任地方勢力為官的制度直到明命帝繼位的時候才被廢止。
阮福映在位期間，參照法國的沃邦式城堡的建築風格，在越南全境又先後建立了9座城堡。這些城堡分別是北城轄下的北寧，朝廷直轄地的順化、乂安、清化、廣義、慶和、平定，以及嘉定城轄下的永隆、河僊。德·皮曼紐爾和西奧多·勒布朗在戰爭結束之後離開了越南，越南工程師們參照他們建造八卦城和延慶城堡時用的建築圖紙，建造了這些城堡。阮福映認為國家剛剛步入安定時期，百姓容易受朝廷調遣；若再過數年，百姓便習慣於安逸生活，那時再徵調他們建造大型工程，就很容易引起百姓的不滿。故而他在位期間大興土木，建造了眾多工程。他還積極修建官道、修建驛站、疏通河流、建立堤壩。

### 軍事制度

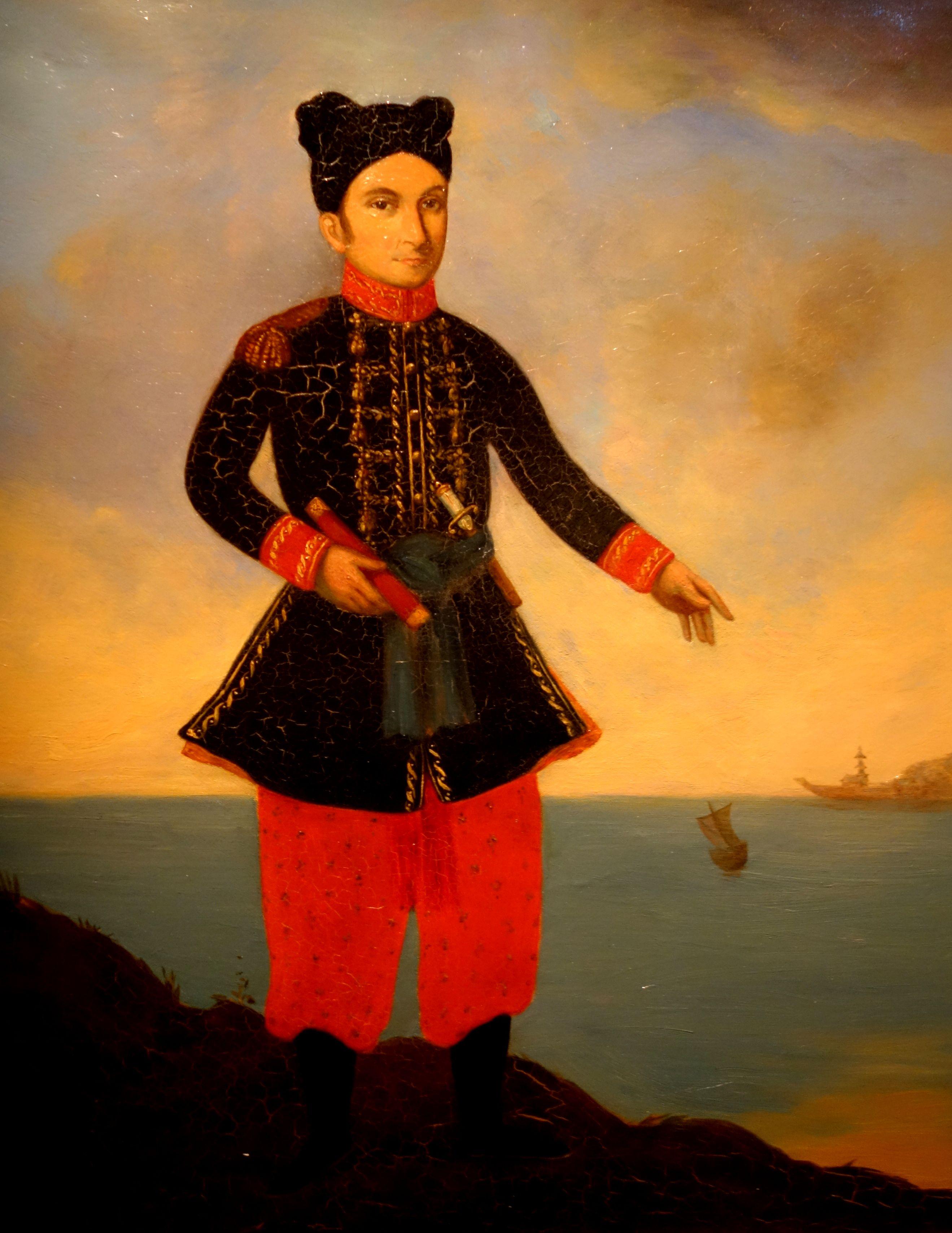
讓-巴蒂斯特·沙依諾身穿阮朝海軍的軍服，注意其軍服含有法越混合特色

阮福映滅西山朝之後，賞賜有功將士，允許年老體弱者卸甲歸田。又賞賜並修建廟宇，祭祀陣亡將士。他制定了兵丁之法：廣平至平順各鎮三丁抽一，邊和以南各鎮五丁抽一，河靜以北、北城內鎮七丁抽一，北城外鎮十丁抽一。京畿一帶設立親兵、禁兵、精兵，統稱三兵，以守衛順化。各鎮設立奇兵、募兵，分作三番輪流值班。阮朝設置五軍都統府，其首領由皇帝的親信擔任。若要動用軍隊，則由五軍都統率兵出征。
而在兵器上，阮朝軍隊使用的主要是劍槊、馬刀以及銅制大炮，也有使用西洋的槍支鳥銃。阮朝在順化設立三個射擊場士兵每年進行一次射擊演習。但阮朝朝廷對西洋槍支的使用非常苛刻，每隊50人中只有5人擁有鳥銃，每人每年只允許使用六發子彈，超過數目者要賠償。
阮福映非常重視海港的軍事防備，在各港口都建立炮臺，檢查過往船隻；又建造了巨大的船隻以巡防海面。而對於活躍於南中國海沿岸的華南海盜，阮福映持嚴厲打擊的態度。1802年，就在阮福映推翻西山朝後不久，阮朝官軍便攻陷了華南海盜位於江坪（今中國廣西壯族自治區東興市江平鎮）的大本營，將著名的海盜首領鄭七俘虜並斬首。此後官軍清剿華南海盜在越南沿海一帶根據地，華南海盜勢力遭受沉重打擊，不得不離開越南，回到中國廣東一帶發展。

### 經濟制度
在財政稅收上，阮福映重新規定了丁稅、田稅的相關法律。阮朝將全國的田地分為三等，按田地質量的優劣來衡量田稅徵收的多少。若地方遭遇自然災害，或者國家徵用壯丁修路、挖河、建城等，則酌情減稅。阮福映制定了丁簿、田簿制度，地方每隔五年對壯丁（18歲以上、59歲以下男性）、田地進行一次調查並編制成冊。阮福映頒佈法律，禁止了後黎朝時期盛行的買賣公田的行為，但准許在應急的時候租借公田使用三年；超過期限不還者要受到法律的懲罰。
阮福映還制定了商稅和礦稅，以及香、參、席、木、燕窩等稅收。朝廷規定商稅按照船舶的大小來徵收。
嘉隆帝在位時期，阮朝直轄領地、北城外鎮、北城內鎮所規定的稅收標準不同，但都由朝廷制定；而嘉定城的稅收標準則由嘉定總鎮確定。
1803年，阮福映先後在順化、河內、嘉定開設鑄錢爐，鑄造嘉隆通寶。1810年製造丈量土地的標準銅尺並頒發給地方；1813年，又製造平天衡發給各營各鎮。

### 官僚制度、法律制度
1811年，阮福映下令廢除後黎朝的《洪德律》，命阮文誠為總裁，主持編纂新的律書。阮文誠等人參照中國的《大清律》，編成《嘉隆律書》（當時稱為《皇朝律例》）二十二卷，共計398條。1815年，阮福映將此律書頒行各地。
越南歷史學家陳仲金認為《嘉隆律書》是在《大清律》上做些許修改之後頒行的。越共學者則認為，《嘉隆律書》宣揚婦女的三從四德和皇帝的絕對權力，「極其保守和頑固」，是「反動」而「退步」的。
在官僚制度上，阮朝沿用了後黎朝的六部制度，各部以尚書為長官，下設參知、侍郎、郎中、員外郎、主事等官。又設督察院以勸諫皇帝、彈劾大臣。
而對於宮中的事務，阮福映定下了皇帝生前不立皇后的規矩。宮中只設有皇妃和宮嬪，按等級分為一階至九階；皇帝駕崩之後，嗣君繼位，才尊其母為皇太后。皇太后死後，追贈皇后的稱號。
對於爵位，阮福映規定不得封異姓大臣為王爵。皇子雖可以封王，但不能擁有實權。

### 科舉與學術

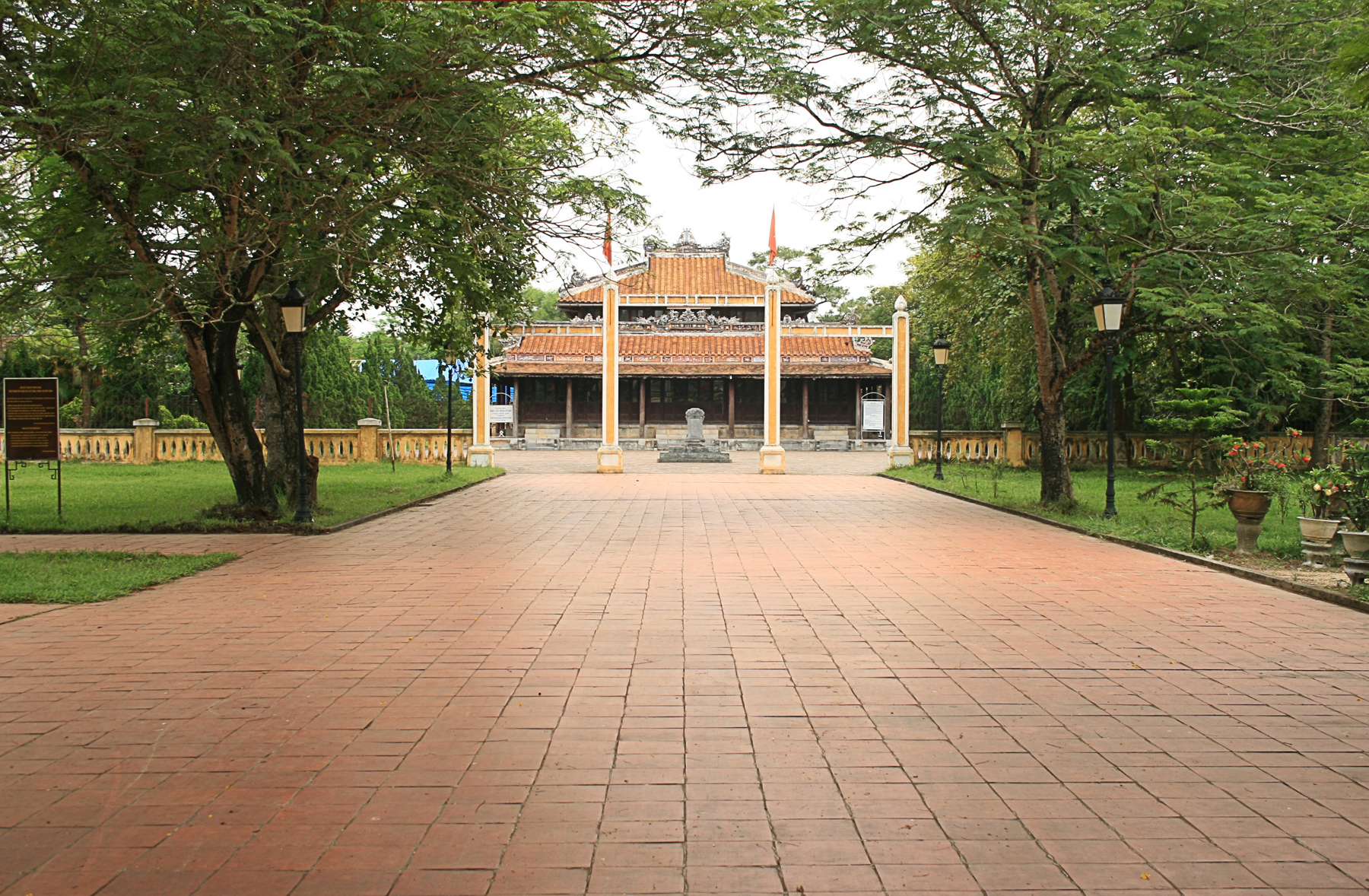
越南順化的國子監

阮福映是通過暴力手段奪取政權的，因此阮福映手下的重臣多是武將出身。但阮福映意識到治理國家也需要文臣，因此在阮朝建立之後，阮福映恢復了被西山朝廢除的科舉制度，在全國各地建立文廟，在順化設立國子監，推行儒學，教授四書五經。
阮福映也關注越南地理書籍和國史的編纂。《皇越一統輿地志》、《大南會典事例》等書便是奉阮福映之命編纂的。《大南實錄》也開始編纂。阮福映在位期間，也是越南文學發展的時期，湧現出大量包括字喃文學在內的詩歌小說，《大南國史演歌》以及著名的《金雲翹傳》都是在這個時期問世的。

### 宗教政策
阮福映推崇儒家思想。而東宮阮福景在西方思想的燻陶下更傾向於基督教，這令阮福映很不滿。因此，在阮福景生前，阮福映曾與他多次發生思想上的衝突，有時候阮福映甚至大發雷霆。但是，阮福映仍然遵守之前的諾言，允許西方傳教士在越南自由傳教。嘉隆年間，共有六名傳教士來到越南活動，這些人來自法國或西班牙。當時北城轄境內共有三十萬名基督徒，而嘉定城境內有六萬名。但是阮福映竭力推崇儒家思想以限制基督教的傳播。
此外，雖然宮中的後妃多信奉佛教，但阮福映在政策上對佛教也進行了限制，他頒佈法律，禁止民間對祭祀神佛的活動大操大辦。

## 外交政策
- 與法國的關係：[y]百多祿試圖讓阮福映與西方國家接近並貿易，但隨著1799年百多祿的死而以失敗告終。[103][104]法國皇帝拿破崙一世有征服越南的野心，他希望將越南作為法國在遠東的殖民地以抗衡英國在印度的霸權。[105]但拿破崙忙於在歐洲打仗，無暇東顧，後來也隨著拿破崙的被流放而不了了之。[106]波旁王朝復辟之後，法國首相黎塞留公爵派Cybele號來到沱㶞港（今峴港），向阮朝朝廷贈送了一艘配備有52支槍的護衛艦作為禮物，還轉交了法國國王路易十八的國書，希望阮福映踐行他在《法越凡爾賽條約》中的承諾。[105]但阮福映認為自己並沒有得到法國的實際援助，故而拒絕了法國的要求，卻其國書並且退回了法國的禮物。[107][105][108]
- 與英國的關係：[y]1804年，英國人約翰·羅伯茨（John Roberts）來到越南，要求在廣南的茶山建立商館。由於阮福映曾在馬德拉斯和加爾各答從不列顛東印度公司那裡購買武器，為了信守諾言，阮福映給予了英國一定貿易特權。但建立商館的要求遭到拒絕，英國的禮物也被退回。[107]1822年，明命帝終止了英國人的貿易特權。[109]
- 與中國的關係：1803年，阮福映派遣鄭懷德、黎光定出使清朝請封。阮福映取「安南」的「南」字、「越裳」的「越」字，請求清朝賜國號「南越」；但嘉慶帝將其改為「越南」，這就是今日越南國名的由來。嘉慶帝認為歷史上「南越」之地較廣，兩廣（廣東與廣西）皆在其内；阮福映全有安南，亦不過是交趾故地，故而將其二字順序顛倒。[e]不過，清朝回覆安南時稱，以「越」字冠於「南」字之前，表示阮福映先繼承越裳之地，而再開拓疆域於安南，不僅名稱正大、字義吉祥，又能與兩廣的舊稱「南越」相區別開來。[ao]次年，嘉慶帝派遣廣西按察使齊布森出使越南，冊封阮福映為越南國王，頒賜越南國王金印一枚。[74]阮福映來到昇隆（今河內）接受清朝的冊封，隨後遣黎伯品充如清正使，陳明義、阮登第充甲乙副使，前往清朝進貢並謝恩，[110]雙方約定三年一貢為慣例。[74]1806年，阮福映正式舉行登基大典，確定新國號「大越南國」。[107]但原國號「大越」仍被使用，直至1839年被明命帝廢止。[a]
- 與暹羅的關係：阮福映即位前曾流亡暹羅，[q]暹羅曾於1784年出兵越南，試圖協助他復位，但失敗。後來阮福映趁西山朝內亂之機回到越南，重新佔據了嘉定，以此為基地進行北伐並最後統一全國。根據泰國《拉達那哥欣皇家編年史》記載，在阮福映稱帝之前，曾先後六次向暹羅王拉瑪一世進貢金銀花，以表示臣服之意。[113][114][115][116][117][118]在北伐西山朝的戰爭中，阮福映曾派人向暹羅請求調遣柬埔寨、萬象的士兵，得到拉瑪一世的同意。[70]阮福映建立阮朝以後，不再向暹羅進貢金銀花，但仍與暹羅互相派遣使者。1813年，阮朝曾與暹羅因柬埔寨問題而發生衝突，但在嘉隆年間雙方總體上保持著友好往來的關係。
- 與柬埔寨的關係：[i]1779年，阮福映將柬埔寨變為附庸國；但在1782年嘉定被阮惠攻陷之後，舊阮喪失對柬埔寨的控制。不久，柬埔寨發生內亂，國王安英（匿印）出奔暹羅。拉瑪一世乘機將其扣留，並派昭披耶·阿派普貝[s]監督柬埔寨內政。[119]1796年安英逝世時，暹羅不准其子安贊二世（匿螉禛）歸國繼位。直到柬埔寨攝政召華塔拉哈 (波)去世後，方才冊封安贊二世為王。安贊二世不滿於暹羅的統治，在外交上遊走於越南和暹羅之間。1807年棄暹羅向越南朝貢。這侵犯了暹羅的利益，1811年，暹羅暗中扶持安斯農（匿螉原）叛亂。安贊二世逃往嘉定城，向阮朝朝廷求救。1813年，阮福映遣黎文悅攜安贊二世歸國復位，並駐兵南榮（今金邊）、盧淹（今干丹省勒维恩县）兩城，將柬埔寨重新變為越南的附庸國。安斯農出奔暹羅，暹羅駐軍於今馬德望省一帶，欲以該地區封安斯農為王。黎文悅作書譴責暹羅，暹羅與越南達成和解之後撤離了該地。在阮福映在位期間，越南與暹羅沒有發生過正面的軍事衝突，而柬埔寨則同時向越南和暹羅朝貢。[107]
- 與琅勃拉邦的關係：琅勃拉邦王国（南掌）此前曾發生王位糾紛，故王索迪加·戈曼（英语：Sotikakumman）之子曼古·拉加古曼（Ong Manhku Rajakoumane，溫猛）與國王阿努魯塔（𦵚乍）爭奪王位。曼古獲得清朝的承認和冊封，進攻阿努魯塔，戰敗後逃往興化的昭晉州（今萊州省豐收縣）投奔當地土司。1802年秋，曼古來昇隆（今河內）朝見阮福映。阮福映認為天下初定，沒有時間處置這件事情，讓他回昭晉州。與此同時，阿努魯塔遣使，請求從寧邊州（今奠邊府市）入貢。1809年，曼古又被北城臣送來順化。阮福映將他送往諒山的鎮南關（今中越邊境友誼關），讓清朝處置。清朝認為曼古不能自立，拒絕了他的王位請求並沒收其敕印。此後，曼古客居昭晉州直至逝世。[120]
- 與万象的關係：阮福映早在流亡暹羅期間就與万象王国（萬象）國王因塔翁（昭印）相識。在北伐西山朝戰爭期間，万象曾出兵配合。阮朝建立的時候，因塔翁遣使入貢，阮福映命令將川壙（鎮寧）之地隸屬於万象。因塔翁去世後，暹羅立因塔翁之弟昭阿努（阿弩）為万象王。阮福映派該奇阮文蘊、翰林黎文富前往万象賜賻。川壙發生王位繼承權的鬥爭，在阮朝與万象的支持下，昭內登上了川壙王位。[120]

## 誅殺功臣
根據史料記載，阮福映在晚年性格多疑，常對大臣起猜忌之心。而一些朝中大臣之間有互有嫌隙，因此鄧陳常、阮文誠等一些功臣遭到殺害。
鄧陳常在阮福映還在嘉定期間便前去投奔，隨其顛沛流離，後因戰功逐漸升遷，任北城兵曹，後又任兵部尚書。兵部尚書任內，因將鄭主部將黃五福列為福神被人告發而失勢。黎質與其有仇，1813年，趁機告發其在北城兵曹任內的不法之事，阮福映下令將鄧陳常罷官下獄。鄧陳常甚為不滿，在獄中作《韓王孫賦》一首，自比為漢朝的韓信。阮福映大怒，欲殺鄧陳常，皇子阮福膽力救不能免。阮福映令鄧陳常自殺，但鄧陳常不從，遂被絞死。
阮文誠也是阮福映的舊臣，此人文武雙全，在征討西山朝的戰鬥中立下赫赫戰功。阮朝建立後擔任北城總鎮，之後回京任中軍之職，《嘉隆律書》也是此人主持編纂的。但他與另一重臣黎文悅有仇，阮文誠曾派人暗殺黎文悅，但未成功。1817年，阮文誠之子阮文詮寫了一首頗為自大的詩，黎文悅便告發阮文詮有謀反之心。於是阮文誠被逮捕入獄。阮福映命黎文悅審問阮文詮，黎文悅強迫阮文詮認罪。於是阮福映迫使阮文誠飲毒藥自盡，其子阮文詮處斬。

## 晚年及逝世
在阮福映建立阮朝之後，仍有法國人沙依諾（阮文勝）、瓦尼埃（阮文震）、德斯皮奧以及巴里西等人在朝中擔任高官。阮福映給予他們特殊的待遇，賜予他們50名衛兵，准許上朝時免行跪拜之禮。雖然阮福映對他們禮遇有加，但他們都感到鬱鬱不得志。阮福映逝世後不久，沙依諾便向繼任的明命帝提出辭官告假三年，返回了法國。此後法國籍官員也陸陸續續提出辭職，黯然歸國。
1801年阮福景逝世後，雖然按照慣例應該由阮福景的長子阮福美堂擔任皇嗣孫，但由於阮福景一系有強烈地親西方和基督教傾向，且阮福美堂尚未成年，故而阮福映遲遲不立繼承人。1815年，阮福映立推崇儒家思想的庶子阮福膽為皇太子，將阮福景一系的子孫排除在了皇位繼承權之外。
雖然阮福映在奪取皇位的過程中受到西洋人的幫助，但他認為西洋人「非我族類，其心必異」，對西洋人存在有相當大的戒心。然而他也看到了阮福膽的內心具有強烈地排外和反基督教傾向，故而告誡阮福膽，要求他要尊重歐洲人特別是法國人，但不要給予他們任何優待，更不能把土地割給法國。
1820年2月1日（嘉隆己卯年臘月十七），阮福映病重，召皇太子阮福膽、諸皇子、諸公以及大臣黎文悅、范登興入宮，宣佈了遺詔，任命黎文悅、范登興為輔政大臣。臘月十九，阮福映駕崩，在位18年，壽58歲。陰曆正月初一，皇太子阮福膽改名阮福晈並正式繼承皇位，是為明命帝。
阮福映死後廟號世祖（越南语：／），諡號開天弘道立紀垂統神文聖武峻德隆功至仁大孝高皇帝（越南语：／）。其遺體被合葬於其原配宋氏蘭之陵寢，葬於宋氏蘭墳丘的左側，兩陵寢統稱天授陵。

## 形象
阮福映擅於使用鳥鎗，發無不中。他也愛好讀書尤其是史書，在位期間曾多次要求下詔讓民間獻書。
阮福映的性格直率而果斷，文臣武將往往能在他面前直接表露出自己內心的想法。他不僅喜愛宮廷舞蹈等士大夫的愛好，也喜愛鬥雞、㗰劇等越南民間的愛好。在私下場合他會表現出平易近人。據說黎文悅曾在他面前開玩笑地就鬥雞問題發表長篇演說。
阮福映用人不重視出身，如：朱文接出身馬商，黎文悅出生農民。他也不重視其種族，其部將有眾多外國人，如：法國人沙依諾、瓦尼埃、達約、皮曼紐爾、戴福桑、勒布朗等人，高棉人阮文存，中國人何喜文、黃忠仝、張公引，還有暹羅人溫利·馬盧（Vinhly Malu，榮麻離）。投降的部將只要有才能也受重用。
阮福映也是個守信的人。他信守自己的諾言，允許傳教士在越南自由傳教，還給予英國人貿易特權，雖然他並不情願這麼做。他死後，明命帝便遵循其遺訓廢除了英國的貿易特權，後又發佈禁教令。
而在當時的西方，阮福映則被宣傳為基督教徒的庇護者，西方人認為他推動了基督教在越南的傳播。而事實上阮福映偏向於儒家思想，在內心裡對基督教比較抵制。

## 評價
- 西山朝君主阮惠把阮福映看作是西山朝的最大禍患。阮惠臨終時，阮福映勢力日漸強大，因此阮惠對西山朝的未來非常擔憂。[52]
- 法國傳教士古拉爾（Guérard）認為：「嘉隆王用一切手段敲榨人民，不公正和橫行霸道，使得人民比西山時期更加痛苦。賦稅和勞役增加三倍。」[ar]
- 阮朝維新年間編纂的《國朝正編撮要》，對阮福映作如是評價：「帝中興創業，功德兼隆，鴻厖以降未之有也。立國之始，營城郭，修陵寢，建郊廟、社稷，班爵制祿，開科取士，興禮樂、學校，定法度、條律，存黎、鄭之後，延功臣之世，郤西山之獻，密暹羅之防，懷眞臘，撫萬象，威震殊方，仁覆小邦，規模葢宏遠矣。」[75]
- 越南歷史學家陳仲金認為，阮福映是一位「具有才智的國君，聰明睿智，在長達25年的時間之內與西山相抗，經歷了無數艱難險阻，但何時候也未曾灰心喪氣，而仍一心一意思慮復國大業。」；陳仲金又評價阮福映「頗具創大業之美德，知人善任，使豪傑之士人人都忠心耿耿為之效忠命」，「因此他不僅恢復了舊業，而且還統一了山河，進行諸項改革，使當時的我國成為一個空前未有的強大國家」；但是對於阮福映晚年殺害功臣之事陳仲金也提出批評，認為他像漢高祖一樣濫殺功臣。[128]
- 越共對阮福映的評價非常差，認為他發動「反革命戰爭」，依靠外國勢力鎮壓農民起義，建立了越南歷史上最後一個而且是最「反動」的封建王朝。對於其即位之後的各項改革越共也都評價不佳，認為其最終目的都是「鎮壓人民的反抗」。[85]
- 中國學者郭振鐸、張笑梅認為，阮福映在世「既有過又有功」，但是「過大於功」。他藉法國之助鎮壓西山起義，「為法國進入越南並將越南變成法國殖民地奠定了基礎」；他在位期間對外侵略柬埔寨，對內「專制獨裁，壓迫人民」，晚年又殺害功臣，因此其過匪小。而他的功勞在於「將動亂分裂的越南社會歸於統一」，之後又施行一系列改革，「對越南封建社會發展起了一定推動作用」。[129]

## 家庭
| \| \| \| \| \| \| \| \| \| \| \| \| \| \| \| \| \| \| \| \| 祖父：世宗孝武皇帝阮福濶 \| \| \| \| \| \| \| \| \| \| \| \| \| \| \| \| \| \| \| \| \| \| \| \| \| \| \| \| \| \| \| \| \| \| \| \| \| \| \| \| \| \| \| \| \| \| \| \| \| \| \| \| \| \| 父：興祖孝康皇帝阮福㫻 \| \| \| \| \| \| \| \| \| \| \| \| \| \| \| \| \| \| \| \| \| \| \| \| \| \| \| \| \| \| \| \| \| \| \| \| \| \| \| \| \| \| \| \| \| \| \| \| \| \| \| \| \| \| 祖母：孝武皇后張氏容 \| \| \| \| \| \| \| \| \| \| \| \| \| \| \| \| \| \| \| \| \| \| \| \| \| \| \| \| \| \| \| \| \| \| \| \| \| \| \| \| \| \| \| \| \| \| \| \| \| \| \| \| \| \| 世祖高皇帝阮福映 \| \| \| \| \| \| \| \| \| \| \| \| \| \| \| \| \| \| \| \| \| \| \| \| \| \| \| \| \| \| \| \| \| \| \| \| \| \| \| \| \| \| \| \| \| \| \| \| \| \| \| \| \| \| 外祖父：演國公阮福忠 \| \| \| \| \| \| \| \| \| \| \| \| \| \| \| \| \| \| \| \| \| \| \| \| \| \| \| \| \| \| \| \| \| \| \| \| \| \| \| \| \| \| \| \| \| \| \| \| \| \| \| \| \| \| 母：孝康皇后阮氏環 \| \| \| \| \| \| \| \| \| \| \| \| \| \| \| \| \| \| \| \| \| \| \| \| \| \| \| \| \| \| \| \| \| \| \| \| \| \| \| \| \| \| \| \| \| \| \| \| \| \| \| \| \| \| 外祖母：夫人馮氏 \| \| \| \| \| \| \| \| \| \| \| \| \| \| \| \| \| \| \| \| \| \| \| \| \| \| \| \| \| \| \| \| \| \| \| \| \| \| \| \| \| \| \| \| \| \| \| \| \| \| \| \| |                          |  |  |  |  |  |  |  |  |  |  |  |  |  |  |  |
| |                          |  |  |  |  |  |  |  |  |  |  |  |  |  |  |  |
| | 祖父：世宗孝武皇帝阮福濶 |  |  |  |  |  |  |  |  |  |  |  |  |  |  |  |
| |                          |  |  |  |  |  |  |  |  |  |  |  |  |  |  |  |
| |                          |  |  |  |  |  |  |  |  |  |  |  |  |  |  |  |
| | 父：興祖孝康皇帝阮福㫻   |  |  |  |  |  |  |  |  |  |  |  |  |  |  |  |
| |                          |  |  |  |  |  |  |  |  |  |  |  |  |  |  |  |
| |                          |  |  |  |  |  |  |  |  |  |  |  |  |  |  |  |
| | 祖母：孝武皇后張氏容     |  |  |  |  |  |  |  |  |  |  |  |  |  |  |  |
| |                          |  |  |  |  |  |  |  |  |  |  |  |  |  |  |  |
| |                          |  |  |  |  |  |  |  |  |  |  |  |  |  |  |  |
| | 世祖高皇帝阮福映         |  |  |  |  |  |  |  |  |  |  |  |  |  |  |  |
| |                          |  |  |  |  |  |  |  |  |  |  |  |  |  |  |  |
| |                          |  |  |  |  |  |  |  |  |  |  |  |  |  |  |  |
| | 外祖父：演國公阮福忠     |  |  |  |  |  |  |  |  |  |  |  |  |  |  |  |
| |                          |  |  |  |  |  |  |  |  |  |  |  |  |  |  |  |
| |                          |  |  |  |  |  |  |  |  |  |  |  |  |  |  |  |
| | 母：孝康皇后阮氏環       |  |  |  |  |  |  |  |  |  |  |  |  |  |  |  |
| |                          |  |  |  |  |  |  |  |  |  |  |  |  |  |  |  |
| |                          |  |  |  |  |  |  |  |  |  |  |  |  |  |  |  |
| | 外祖母：夫人馮氏         |  |  |  |  |  |  |  |  |  |  |  |  |  |  |  |
| |                          |  |  |  |  |  |  |  |  |  |  |  |  |  |  |  |
| |                          |  |  |  |  |  |  |  |  |  |  |  |  |  |  |  |

### 後宮
| 封號/諡號  | 姓名   | 生卒年                        | 生平                                                      |
| ---------- | ------ | ----------------------------- | --------------------------------------------------------- |
| 皇后       |        |                               |                                                           |
| 承天高皇后 | 宋氏蘭 | 1762年1月19日－1814年2月22日  | 英睿皇太子阮福景生母，生2子                               |
| 順天高皇后 | 陳氏璫 | 1769年1月4日－1846年11月6日   | 明命帝生母，追封皇后，生3子                               |
| 妃嬪       |        |                               |                                                           |
| 德妃       | 黎氏評 | 1785年1月22日－1810年10月10日 | 黎顯宗之女， 初嫁西山朝皇帝阮光纘，後改嫁阮福映，生2子2女 |
| 昭儀       | 阮氏田 |                               | 生1子                                                     |
| 昭容       | 林氏拭 |                               | 生1子2女                                                  |
| 昭容       | 氏祿   |                               | 生2女                                                     |
| 昭容       | 黃氏職 |                               | 生1女                                                     |
| 昭容       | 宋氏順 |                               | 生1女                                                     |
| 昭容       | 阮氏蘋 | 1791年10月31日—1837年5月26日  | 生1子                                                     |
| 婕妤       | 楊氏事 |                               | 生1子1女                                                  |
| 婕妤       | 楊氏養 |                               | 生1女                                                     |
| 美人       | 鄭氏清 |                               | 生1子                                                     |
| 美人       | 陳氏彩 |                               | 生1女                                                     |
| 美人       | 蓋氏秋 |                               | 生1女                                                     |
| 美人       | 阮氏永 | 1790年9月7日-1847年5月25日    | 生1女                                                     |
| 才人       | 潘氏鶴 |                               | 生1女                                                     |
| 才人       | 陳氏漢 |                               | 生1女                                                     |
| 才人       | 阮氏淵 |                               | 生1女                                                     |
| 才人       | 鄧氏緣 |                               | 生1女                                                     |
| 左宮嬪     | 宋氏樓 |                               | 生1女                                                     |
| 宮嬪       | 阮氏瑞 |                               | 未生育                                                    |

### 子女
包括未序齒的子女在內，阮福映有子19人，女18人。
| 排行   | 封號     | 諡號       | 姓名              | 生卒年                        | 生母         | 生平                   |
| ------ | -------- | ---------- | ----------------- | ----------------------------- | ------------ | ---------------------- |
| 皇子   |          |            |                   |                               |              |                        |
| 未序齒 |          |            | 阮福昭            | 早殤                          | 宋氏蘭       |                        |
| 未序齒 |          |            | 阮福昌            | 早殤                          | 不詳         |                        |
| 未序齒 |          |            | 阮福晵            | 早殤                          | 不詳         |                        |
| 未序齒 |          |            | 阮福日            | 早殤                          | 不詳         |                        |
| 未序齒 |          |            | 阮福暔            | 早殤                          | 不詳         |                        |
| 未序齒 |          |            | 阮福曠            | 早殤                          | 不詳         |                        |
| 未序齒 |          |            | 阮福昊            | 早殤                          | 陳氏璫       |                        |
| 長子   |          | 英睿皇太子 | 阮福景            | 1780年4月6日—1801年3月20日    | 宋氏蘭       | 有2子                  |
| 次子   | 順安公   | 敦敏       | 阮福曦            | 1782年—1801年5月21日          | 生母不詳     | 無嗣                   |
| 三子   |          |            | 阮福晙            | 生年不詳，12歲殤              | 昭容林氏拭   |                        |
| 四子   |          | 聖祖仁皇帝 | 阮福晈 （阮福膽） | 1791年5月25日－1841年1月20日  | 陳氏璫       | 即明命帝               |
| 五子   | 建安王   | 恭慎       | 阮福旲            | 1795年10月5日－1849年11月5日  | 陳氏璫       | 有40子41女             |
| 六子   | 定遠郡王 | 敦諒       | 阮福昞 （阮福旭） | 1797年9月6日－1863年8月16日   | 婕妤楊氏事   | 有42子31女             |
| 七子   | 延慶王   | 恭正       | 阮福晉 （阮福㫜） | 1799年3月21日－1854年7月17日  | 昭儀阮有氏田 | 有20子28女             |
| 八子   | 奠磐公   | 恭篤       | 阮福普            | 1799年5月3日－1860年9月11日   | 生母失詳     | 有2子                  |
| 九子   | 紹化郡王 | 恭良       | 阮福昣            | 1803年4月30日－1824年10月26日 | 陳氏璫       | 有2子                  |
| 十子   | 廣威公   | 恭直       | 阮福昀            | 1809年5月20日－1829年5月26日  | 德妃黎氏評   | 有1養子                |
| 十一子 | 常信郡王 | 莊恭       | 阮福昛            | 1810年10月2日－1849年8月11日  | 德妃黎氏評   | 有7子11女              |
| 十二子 | 安慶郡王 | 莊恭       | 阮福㫕            | 1811年9月10日－1845年6月29日  | 美人鄭氏清   | 有1養子1女             |
| 十三子 | 慈山公   | 溫慎       | 阮福昴            | 1813年10月25日－1868年8月18日 | 昭容阮文氏蘋 | 有13子10女             |
| 皇女   |          |            |                   |                               |              |                        |
| 長女   | 平泰公主 | 端慧       | 阮氏玉珠          | 1782年－1847年                | 昭容氏祿     | 嫁阮文玩               |
| 次女   | 平興公主 | 婉淑       | 阮氏玉瓊          | 1788年－1849年                | 昭容林氏拭   | 嫁文信                 |
| 三女   | 保祿公主 | 貞和       | 阮氏玉瑛          | 1790年－1850年                | 昭容林氏拭   | 嫁張福鄧               |
| 四女   | 富霑公主 | 靜質       | 阮氏玉珍          | 1790年－1819年                | 昭容黃氏職   | 嫁阮德隆               |
| 五女   | 保順公主 | 貞慧       | 阮氏玉玔          | 1792年10月20日－1851年        | 昭容氏祿     | 初嫁阮黃算 改嫁張文銘  |
| 六女   | 德和公主 | 莊潔       | 阮氏玉玩          | 1794年－1827年                | 左宮嬪宋氏樓 | 嫁枚德儒               |
| 七女   | 安泰公主 | 柔和       | 阮氏玉珴          | 1796年11月21日－1856年        | 婕妤楊氏養   | 初嫁阮德禪 改嫁武曰俊  |
| 八女   | 安禮公主 | 婉淑       | 阮氏玉玖          | 1802年－1846年                | 婕妤楊氏事   | 嫁黎厚                 |
| 九女   | 義和公主 | 恭潔       | 阮氏玉玥          | 1803年－1846年                | 昭容宋氏順   | 嫁阮德祜               |
| 十女   | 安義公主 | 貞麗       | 阮氏玉琂          | 1804年8月11日－1856年         | 德妃黎氏評   | 嫁黎文燕               |
| 十一女 | 安恬公主 | 厚敏       | 阮氏玉珉          | 1805年6月22日－1869年         | 美人蓋氏秋   | 嫁阮常詢               |
| 十二女 | 美溪公主 | 貞懿       | 阮氏玉珪          | 1807年－1827年                | 德妃黎氏評   | 嫁阮文僐               |
| 十三女 | 定和公主 | 端嫻       | 阮氏玉璣          | 1808年9月13日－1856年5月29日  | 美人阮廷氏永 | 嫁阮黃成               |
| 十四女 |          |            | 阮氏玉玿          | 1歲卒                         | 才人阮氏淵   | 早殤                   |
| 十五女 |          |            | 阮氏玉理          | 1809年－1819年4月2日          | 才人陳氏漢   |                        |
| 十六女 |          | 柔潔       | 阮氏玉珹          | 1812年－1829年                | 才人潘氏鶴   | 嫁胡文什，未及出嫁去世 |
| 十七女 |          |            | 阮氏玉碧          | 1812年－1819年                | 美人陳氏彩   |                        |
| 十八女 |          |            | 阮氏玉珵          | 1817年－1823年3月25日         | 才人鄧氏緣   |                        |

### 引用
1. ↑  越南社會科學委員會，458頁
2. ↑  《大南實錄》正編 第二紀 卷一九〇「戊戌明命十九年春三月甲戌 初定國號曰大南」條。
3. 1 2  陳鴻瑜 2009.
4. ↑  . lib.nomfoundation.org.   [2021-07-13]. （原始内容存档于2021-09-10）.
5. ↑  Phan Khoang. . Hanoi: Văn Học Publishing House. 2001: 187–188 （越南语）.
6. ↑  Kim, p. 335.
7. ↑  Phan Thuận An. . Tre Publishing House. 2005: 112 （越南语）.
8. 1 2  Choi, pp. 25–26.
9. ↑  Đặng Việt Thủy & Đặng Thành Trung, p. 277
10. ↑  陳仲金，254頁
11. 1 2 3 4  《國朝正編撮要·卷之一》
12. 1 2 3 4 5 6 7  陳仲金，258~259頁
13. 1 2  Thụy Khuê 2017，第140-142頁
14. ↑  Mantienne, p. 520.
15. ↑  McLeod, p. 7.
16. ↑  Karnow, p. 75.
17. ↑  Tạ Chí Đại Trường 1973，第91頁
18. ↑  Naval Intelligence Division (Anh Quốc). . Routledge. 11 January 2013: 176. ISBN 978-1-136-20911-6.
19. ↑  Hugh Dyson Walker. . AuthorHouse. November 2012: 298  [2018-12-14]. ISBN 978-1-4772-6516-1. （原始内容存档于2022-05-22）.
20. ↑  McLeod 1991，第9頁
21. 1 2  McLeod, p. 9.
22. ↑  Mantienne, p.81
23. 1 2  Phan Khoang, p.515
24. ↑  .   [2013-01-29]. （原始内容存档于2015-06-04）.
25. 1 2 3 4  陳仲金，260~261頁
26. ↑  เจ้าพระยาทิพากรวงศ์ (ขำ บุนนาค). . .   [2019-01-03]. （原始内容存档于2019-06-02）.
27. 1 2  Thai Titles and Ranks, Data Paper No. 81
28. 1 2  Nguyễn Duy Chính, p.61
29. ↑  潘輝黎，177頁
30. ↑  เจ้าพระยาทิพากรวงศ์ (ขำ บุนนาค). . .   [2019-01-03]. （原始内容存档于2019-06-12）.
31. ↑  So Sethaputra, p.3
32. ↑  潘輝黎，179頁
33. ↑  潘輝黎，181頁
34. ↑  潘輝黎，180頁
35. 1 2 3  潘輝黎，185~186頁
36. ↑  越南社會科學委員會，401頁
37. ↑  潘輝黎，193頁
38. ↑  潘輝黎，195頁
39. ↑  陳仲金，284頁（見該頁腳註）。
40. 1 2 3 4  陳仲金，284~285頁
41. ↑  《大南實錄》正編第六紀 卷十
42. ↑  Cady, p. 282.
43. ↑  Hall, p. 430.
44. ↑  郭振鐸、張笑梅，532頁
45. ↑  Mantienne, p.85
46. 1 2  《大南正編列傳初集·卷二十八》
47. ↑  Mantienne, p.87
48. 1 2 3  .   [2018-12-14]. （原始内容存档于2018-12-07）.
49. ↑  Mantienne, p.92
50. ↑  Mantienne, p.93
51. 1 2 3 4 5  陳仲金，288~290頁
52. 1 2 3 4  《大南正編列傳初集·偽西列傳》
53. ↑  陳仲金，284頁
54. ↑  เจ้าพระยาทิพากรวงศ์ (ขำ บุนนาค). . .   [2019-01-03]. （原始内容存档于2019-06-04）.
55. 1 2  陳仲金，285~286頁
56. ↑  陳仲金，287~288頁
57. ↑  陳仲金，289頁（見該頁腳註）
58. 1 2  McLeod, p.11 （页面存档备份，存于）
59. ↑  Mantienne, p.153
60. ↑  Melvin Eugene Page & Penny M. Sonnenburg, p.723 （页面存档备份，存于）
61. ↑  Mantienne, p.129
62. 1 2 3 4 5  陳仲金，290~292頁
63. 1 2  穆黛安，第39~40頁
64. ↑  Mantienne, p.132
65. ↑  Mantienne, p.135
66. 1 2 3  陳仲金，292~294頁
67. 1 2 3 4  穆黛安，第40~42頁
68. ↑  .   [2014-02-17]. （原始内容存档于2014-02-24）.
69. ↑  陳仲金，294頁（見該頁腳註）
70. 1 2  เจ้าพระยาทิพากรวงศ์ (ขำ บุนนาค). . .   [2019-02-15]. （原始内容存档于2019-06-09）.
71. 1 2 3  陳仲金，295~296頁
72. 1 2 3 4 5  穆黛安，第49~50頁
73. 1 2 3  陳仲金，297~299頁
74. 1 2 3 4  《清史稿·越南傳》
75. 1 2 3 4  《國朝正編撮要·卷之二》
76. 1 2  陳仲金，300~301頁
77. ↑  郭振鐸、張笑梅，531頁
78. ↑  《大南实录》正编卷十九
79. ↑  《大南实录》正编第一纪 卷十九 嘉隆元年十一月 大告武成条。
80. 1 2 3 4  陳仲金，301頁
81. 1 2 3 4 5 6  郭振鐸、張笑梅，538頁
82. 1 2 3 4 5  陳仲金，302頁
83. ↑  Cady, p. 266.
84. ↑  Hall, p. 432.
85. 1 2 3  越南社會科學委員會，439~444頁。
86. ↑  Woodside, pp. 126–130.
87. ↑  Mantienne, p. 522.
88. ↑  越南社會科學委員會，451頁
89. 1 2 3 4 5 6 7  陳仲金，303~306頁
90. 1 2 3  陳仲金，303頁
91. ↑  陳仲金，354頁
92. 1 2 3 4  郭振鐸、張笑梅，539~541頁
93. ↑  Choi, pp. 48–49.
94. ↑  越南社會科學委員會，444~445頁。
95. 1 2  郭振鐸、張笑梅，537~538頁
96. 1 2 3 4  陳仲金，306~307頁
97. ↑  郭振鐸、張笑梅，541~542頁
98. 1 2  Buttinger, pp. 241, 311.
99. ↑  Cady, p. 408.
100. ↑  Cady, p. 409.
101. ↑  Buttinger, pp. 310, 262.
102. ↑  Buttinger, p. 310.
103. ↑  Buttinger, p. 240.
104. ↑  Buttinger, pp. 270–271.
105. 1 2 3  Buttinger, p. 272.
106. ↑  Hall, p. 434.
107. 1 2 3 4 5  陳仲金，307~310頁
108. ↑  Buttinger, p. 309.
109. 1 2  Buttinger, p. 307.
110. ↑  《國朝正編撮要·卷之二》
111. ↑  ทิพากรวงศมหาโกษาธิบดี (ขำ บุนนาค), เจ้าพระยา. พระราชพงศาวดารกรุงรัตนโกสินทร์ รัชกาลที่ 3. กรุงเทพฯ : ไทยควอลิตี้บุ๊คส์ (2006), 2560, หน้า 168
112. 1 2  เจ้าพระยาทิพากรวงศ์ (ขำ บุนนาค). . .   [2019-02-14]. （原始内容存档于2019-06-11）.
113. ↑  เจ้าพระยาทิพากรวงศ์ (ขำ บุนนาค). . .   [2019-02-14]. （原始内容存档于2019-06-04）.
114. ↑  เจ้าพระยาทิพากรวงศ์ (ขำ บุนนาค). . .   [2019-02-14]. （原始内容存档于2019-06-09）.
115. ↑  เจ้าพระยาทิพากรวงศ์ (ขำ บุนนาค). . .   [2019-02-14]. （原始内容存档于2020-04-25）.
116. ↑  เจ้าพระยาทิพากรวงศ์ (ขำ บุนนาค). . .   [2019-02-14]. （原始内容存档于2019-06-09）.
117. ↑  เจ้าพระยาทิพากรวงศ์ (ขำ บุนนาค). . .   [2019-02-14]. （原始内容存档于2020-04-25）.
118. ↑  เจ้าพระยาทิพากรวงศ์ (ขำ บุนนาค). . .   [2019-02-14]. （原始内容存档于2019-06-08）.
119. ↑  Tarling, p. 584
120. 1 2  《大南正編列傳初集·卷三十三》
121. 1 2  陳仲金，311~312頁
122. 1 2  Buttinger, p. 268.
123. ↑  Choi, p. 59.
124. ↑  Gia Định Xưa, pp. 211–212.
125. ↑  . : 52  [2019-03-28]. （原始内容存档于2019-06-14）.
126. ↑  《英使謁見乾隆紀實》，175~176頁
127. ↑  越南社會科學委員會，450頁。
128. ↑  陳仲金，312~313頁
129. ↑  郭振鐸、張笑梅，545頁
130. ↑  《阮福族世譜》